# Jász-Nagykun-Szolnok vármegye
Jász-Nagykun-Szolnok vármegye, 1950 és 1990 között Szolnok megye, 1990 és 2022 között Jász-Nagykun-Szolnok megye (németül: Jaß-Großkumanien-Sollnock, latinul: Comitatus Jazyga et Cumania Maior et Szolnokiensis) közigazgatási egység Magyarországon, az Alföldön, az Észak-Alföld régióban és Kelet-Magyarország középső részén, a Tisza által kettéosztva. 5581,71 km2-es területével hazánk 8. legnagyobb vármegyéje, amely Magyarország teljes területének mintegy 5,99%-át adja. Illetve közel 355 ezer fős lakosságával a 11. legnépesebb vármegyénk, ezzel hazánk népességének csupán 3,70%-ával rendelkezik, népsűrűsége jóval az országos átlag alatt van.
Északról Heves vármegye és egy rövid szakaszon Borsod-Abaúj-Zemplén vármegye, keletről Hajdú-Bihar vármegye, délkeletről Békés vármegye, délről Csongrád-Csanád vármegye, délnyugatról Bács-Kiskun vármegye, nyugatról pedig Pest vármegye határolja. Székhelye egyben az Észak-Alföld harmadik és az ország 12. legnépesebb települése, "a Tisza fővárosa", Szolnok. Második legnépesebb települése pedig "a Jászság fővárosának" is nevezett Jászberény. De nevezetesebb települései közé tartozik a kun hagyományőrzéséről híres Karcag, a természeti értékeiről és fürdőjéről ismert, "a Tisza-tó fővárosának" is nevezett Tiszafüred illetve mezőgazdasági hagyományairól és művészi kerámiájáról nevezetes Mezőtúr.
A vármegye Magyarország középső részén, az Alföld szívében helyezkedik el. Területének nagy részét síkságok alkotják, a Tiszántúl és a Közép-Tisza-vidék dominál. A megye legnagyobb folyója a Tisza, amely kettészeli a területet, és jelentős vízgazdálkodási szereppel bír. Fontos mellékfolyója a Zagyva. A Tisza-tó, Magyarország legnagyobb mesterséges tava, a megye északi részén található, turisztikai és természeti értékeket kínálva. A megye talaja kiválóan alkalmas mezőgazdaságra, különösen gabonatermesztésre. Természeti értékei közé tartoznak a Hortobágy széli puszták és a Körös-Maros Nemzeti Park részei.
Területe már az őskor óta lakott, fontos közlekedési és kereskedelmi csomópont volt az Alföldön. A honfoglalás idején a Jászságot a jászok, a Nagykunságot pedig a kunok népesítették be, akik a tatárjárás után telepedtek meg itt IV. Béla hívására. A jászok és kunok különleges önkormányzati jogokat élveztek, melyeket az 1745-ös Redemptio (megváltás) során pénzért visszavásároltak. A török hódoltság alatt a terület nagy része elnéptelenedett, később betelepítések révén népesült újra. A Tisza szabályozása a 19. században jelentős változást hozott a megye fejlődésében, lehetővé téve a mezőgazdaság fellendülését. Az ipari fejlődés a 20. században indult meg, különösen Szolnok térségében. A megye ma is őrzi a jászok és kunok kulturális örökségét.

## Nevének eredete
A vármegye neve tehát három történelmi, kulturális és etnikai jellegzetességből tevődik össze: a Jászság és a Nagykunság autonóm közösségeiből, valamint Szolnok város történelmi jelentőségéből.

### Jászság
A Jászság neve a jász népcsoporttól származik, akik iráni eredetű népként a 13. században érkeztek Magyarországra a kunokkal együtt. A „jász” népnév az ószláv „jasu” szóból eredhet, amely egykor a kaukázusi alánokra utalt. Magyarországon a Jászság területén telepedtek le, és jelentős autonómiát élveztek.

### Nagykun
A Nagykunság neve a kunokhoz kötődik, akik szintén a 13. században érkeztek Magyarországra. A „kun” elnevezés a török nyelvekből származik, és eredetileg a kipcsak törzsek egyik csoportját jelölte. A „nagy” jelző a terület kiterjedtségére utal, különbséget téve más kun lakta vidékektől, például a Kiskunságtól.

### Szolnok
Szolnok neve a 11. századból származik, és első írásos említése 1075-ből való, amikor egy adománylevélben szerepel. A név egy személynévből eredhet, amely a szláv "Solnok" szóból alakult ki, jelentése „sóval foglalkozó” vagy „sóbeszállító”. Ez utalhat arra, hogy a terület fontos szerepet játszott a sókereskedelemben.

## Címer
A vármegye címere álló, halfarkú, (4/5 arányban) vágott barokk pajzs. 
|  | - A bal felső harmadban ezüstmezőben vörös csőrű és lábú, balra forduló gólya látható; az egykori Heves és Külső-Szolnok vármegyét jelentette. - A jobb felső harmadban aranymezőben felegyenesedő, jobbra forduló, kétfarkú, fegyverzett oroszlán lép jobbra, feje előtt fogyó vörös hold, mögötte hatágú, vörös csillag lebeg. Ez az egykori Nagykunságot szimbolizálja. - Az alsó címerben egy vágtázó lovas vitéz látható, kezében a jászok szimbólumával, a Lehel-kürttel. - A váltakozó ezüst sávok a megye három folyójára: a Tiszára, a Zagyvára és a Körösre utalnak. |

A címerpajzsot vörös bélletű, növényi ornamentikájú aranykeret övezi, melyen vörös bélésű, zafírokkal és rubinokkal ékesített kilencágú (öt levél között négy gyöngy), nyitott, arany leveleskorona látható.
Az alán eredetű jászok (philistei) kiváltságolt etnikum lévén a királynak elsősorban katonai szolgálattal tartoztak, ezt jelképezi a vágtázó lovas vitéz, jobbjában az ún. Lehel-kürttel, amely a 16. század vége óta (miután a török által megszállt nagykun, jász és külső-szolnoki territóriumot közigazgatásilag Heves vármegyéhez csatolták, a különállás hangsúlyozása végett) a jászkun kapitányok attribútuma lett, s amelyet aztán tucatnyi jász település felvett címerébe.
Szolnok vármegyét Szent István alapította. A törökök 1552-ben foglalták el Szolnok várát, majd ezt követően a megyét Heves vármegyéhez kapcsolták, így még 1734-ben is annak gólyás címerét használták. Az I. Ferenc József által adományozott új megyecímerben is (1878) megmaradt címeralkotó motívumként a Hevesben is szereplő gólya (csak a heraldika szabályai szerint szembefordítva az oroszlánnal).

## Földrajz

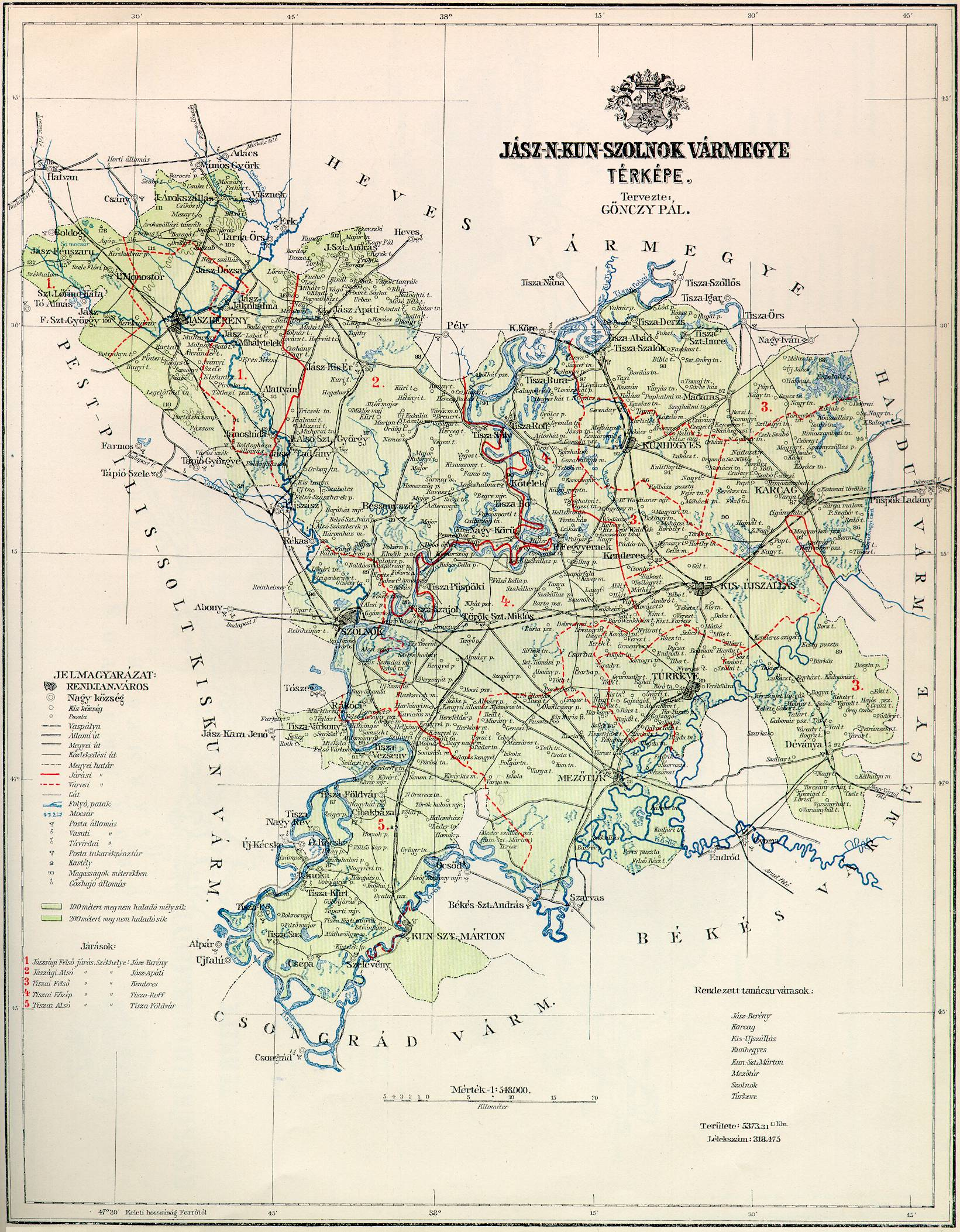
A vármegye térképe 1891-ből

A történelmi Jász-Nagykun-Szolnok vármegye teljes területe az Alföld része volt. A vármegye területe mindenhol síkság, északról dél fele lassan mélyült el. A tengerszint fölötti magasság mindenhol 87-120 méter között változott. Fontos folyói a Tisza, a Zagyva, a Tarna, a Körös, a Berettyó voltak. A vármegye éghajlati szempontból igen száraz, forró nyarak is enyhe telek voltak.
Északról Heves vármegye, keletről Hajdú, Bihar és Békés vármegyék, délről Békés és Csongrád vármegyék, nyugatról pedig Pest-Pilis-Solt-Kiskun vármegye határolta.

### Domborzat
Jász-Nagykun-Szolnok Magyarország középső részén, az Alföldön helyezkedik el, területe pedig túlnyomórészt síkvidéki jellegű. A megye domborzatát a Tisza és mellékfolyói által formált alföldi táj jellemzi, ahol a tengerszint feletti magasság általában 87 és 120 méter között változik.
A megye területének egyharmadát a Tisza és mellékfolyói által kialakított árterek és hullámterek alkotják, amelyek sík felszínűek és gyakran mocsarasak. A középső és déli részein találhatóak a legnagyobb kiterjedésű síkságok, míg északon és keleten kisebb domborzati kitüremkedések is előfordulnak.
Jászberény tökéletesen sík határából már közepesen tiszta időben is ragyogóan látszik a Mátra hegyeinek sziluettje. A várostól nagyjából abban az irányban, tőle 20 kilométerre található Jász-Nagykun-Szolnok megye legmagasabb pontja, ami 135 méterre nőtt a tengerszint fölé, és a Hármashatár névre hallgat.

### Éghajlat
Éghajlata kontinentális, jellemzően száraz, forró nyarakkal és enyhe telekkel. A csapadék mennyisége viszonylag alacsony, és gyakoriak a száraz időszakok.
A megye területén a napsütéses órák száma magas, ami kedvez a mezőgazdaságnak, különösen a szántóföldi kultúráknak. A csapadék éves összege átlagosan 522 mm, a nyári hónapokban, különösen júniusban és júliusban, jelentősebb csapadékokkal.
Területén a csapadék mennyisége viszonylag alacsony, és gyakoriak a száraz időszakok. A csapadék éves összege átlagosan 522 mm, a nyári hónapokban, különösen júniusban és júliusban, jelentősebb csapadékokkal.

### Vízrajz
A megye vízrajza meghatározza tájait, gazdaságát és életét. A legfontosabb vízfolyások közé tartozik a Tisza, amely keresztülhalad a megyén, jelentős szerepet töltve be a vízgazdálkodásban. A folyó mentén több település is kialakult, melyek gazdasági és közlekedési szempontból is kulcsfontosságúak.
A Hármas-Körös a Tisza egyik mellékfolyója, amely a megye déli részén található, míg a Zagyva a középső részén halad át, befolyásolva a megye vízgyűjtő területét. A Tarna, a Tisza másik mellékfolyója az északnyugati részen található, a Tápió pedig a megye nyugati határán folyik keresztül. A Hortobágy-Berettyó a keleti területeken szeli át a megyét. Ezek a folyók és mellékfolyók kulcsfontosságúak a megye vízrajzának alakulásában.
A Tisza-tó, Magyarország legnagyobb mesterséges tava, a Tisza szabályozásával jött létre, és az északi részén található. Ez a tó nemcsak a helyi ökoszisztémában játszik kiemelt szerepet, hanem turisztikai szempontból is fontos, valamint gazdasági haszonnal jár. Az itt kialakított vízi közlekedés, horgászat, illetve a környékbeli települések életére is jelentős hatással van.

A megye vízrajzát azonban nemcsak a folyók, hanem a belvízproblémák is befolyásolják. A belvízproblémák gyakran okoznak gondot a mezőgazdaságban, valamint a települések életében. A belvízvédelem és a vízgazdálkodás kulcsszerepet kap a megye fenntartható fejlődésében, különösen Mezőtúron, ahol a belvízproblémák miatt gyakran szenvednek az itt élők. Ezért a vízgazdálkodás, valamint a belvízvédelem kiemelt figyelmet kap a megye fejlesztésében, hogy minimalizálják a károkat és javítsák a helyi életminőséget.

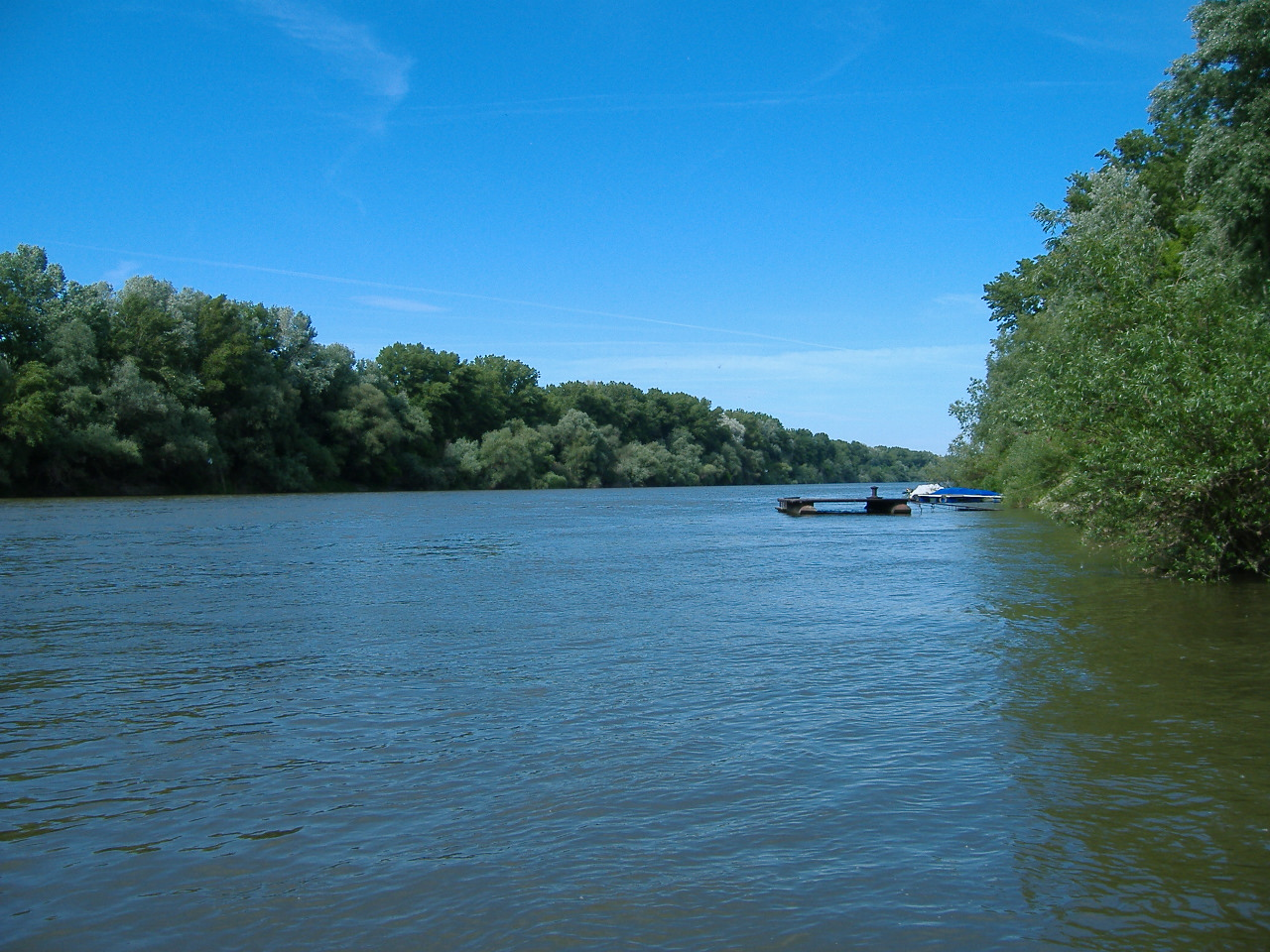
Tisza
Tisza-tó
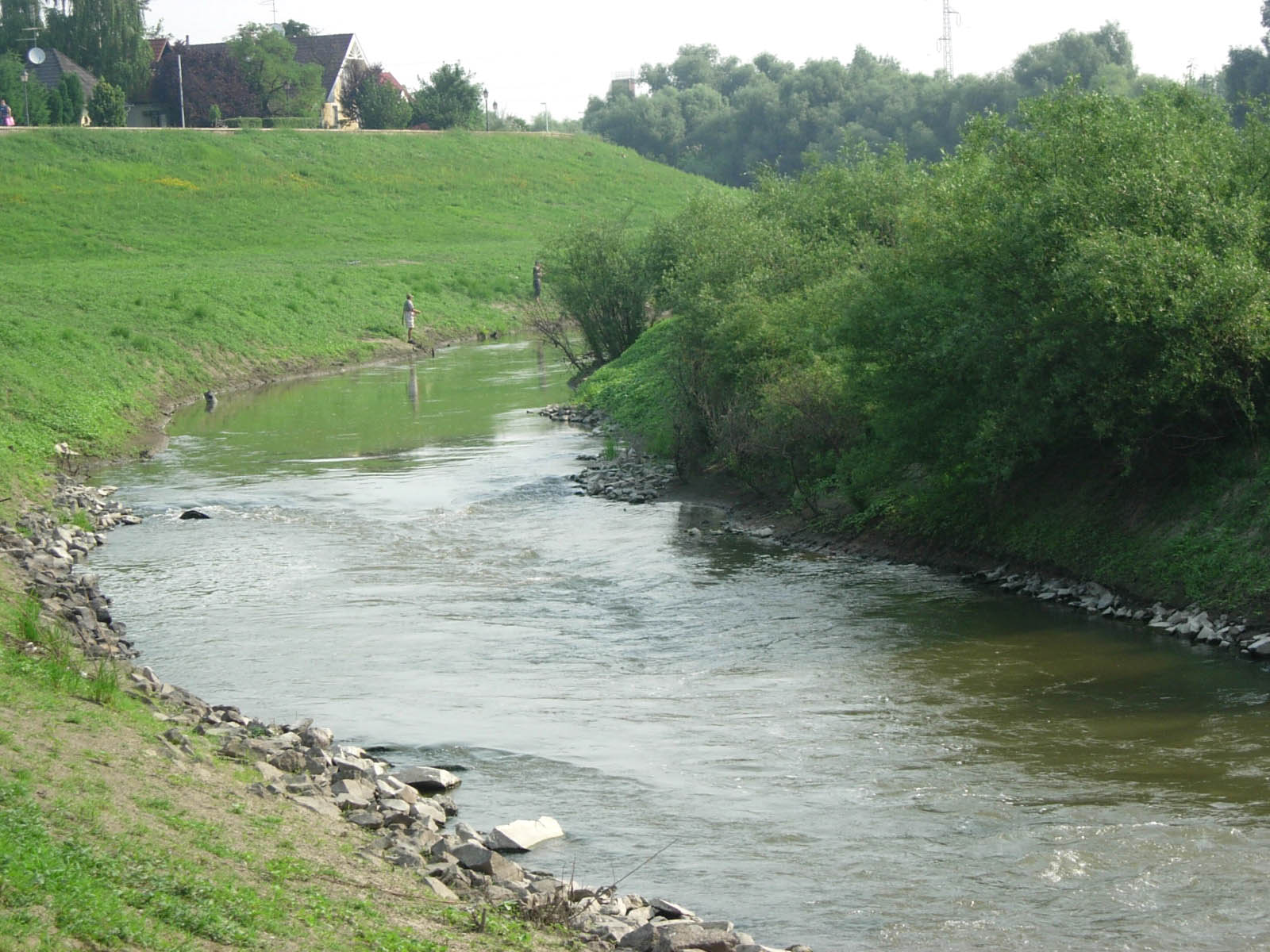
Zagyva
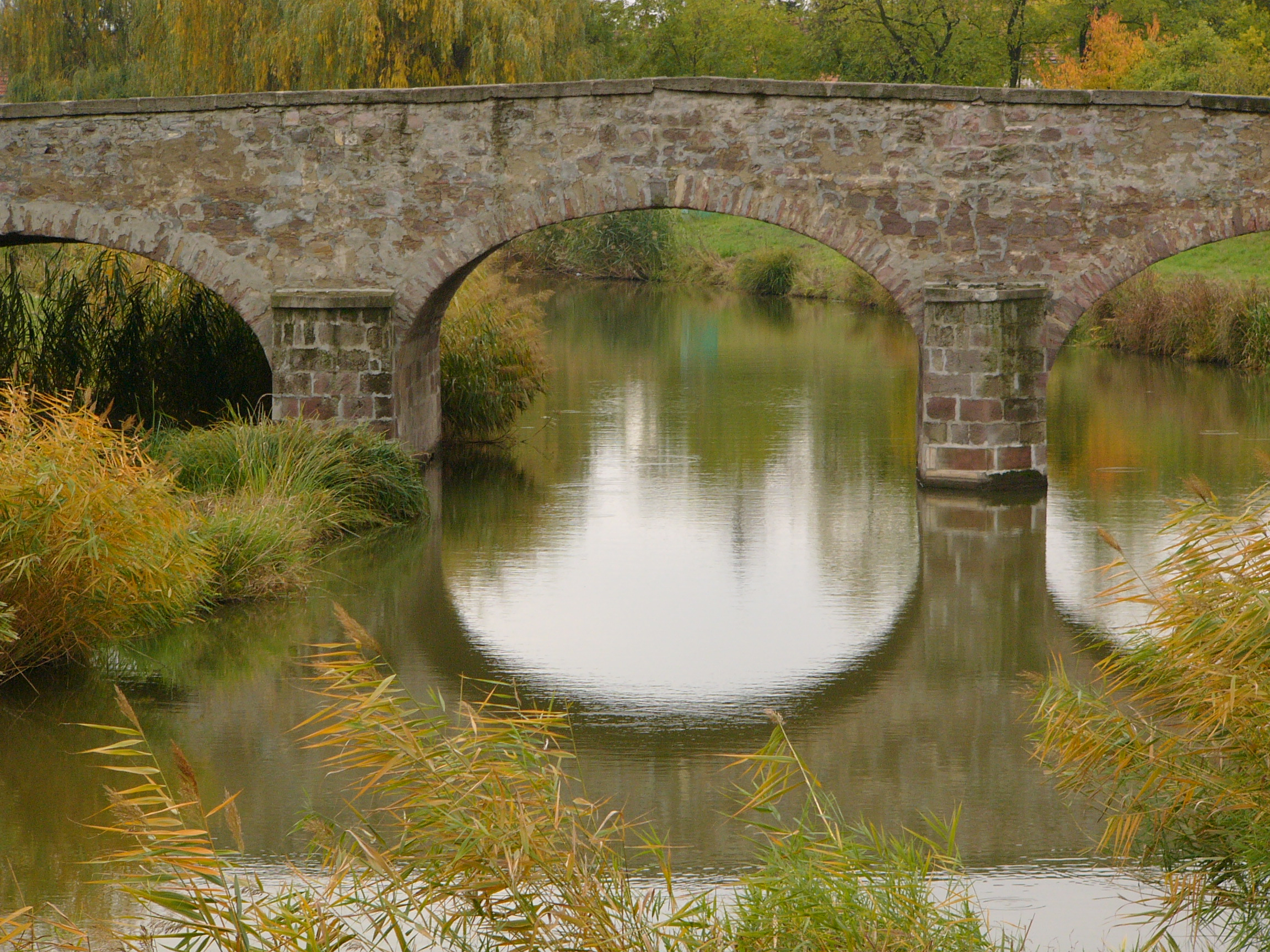
Tarna
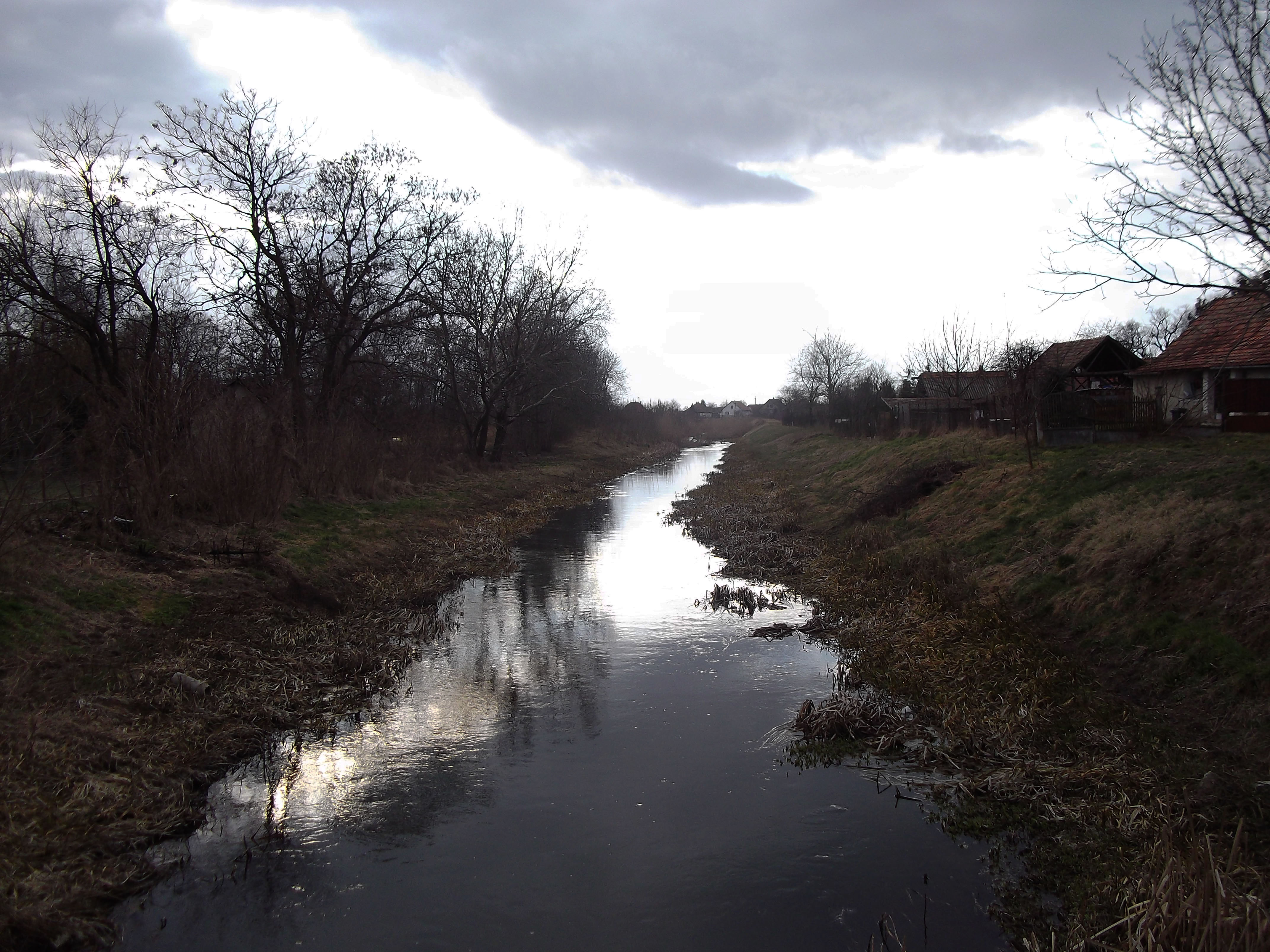
Tápió

### Élővilág, természetvédelem
Gazdag és sokszínű élővilággal rendelkezik. A megye területén számos természetvédelmi terület és nemzeti park található, amelyek különböző élőhelyeket biztosítanak a helyi flóra és fauna számára.
Növényvilága az Alföld jellegzetes növényzeti társulásait tükrözi. A folyók mentén ártéri erdők, ligeterdők és mocsaras területek találhatók, míg a szárazabb területeken szikes puszták és homokpuszták jellemzőek. A Tisza-tó környékén nádasok és mocsarak, míg a Hortobágyi Nemzeti Parkban sztyepprétek és legelők találhatók.
Gazdag állatvilággal rendelkezik, különösen a vízi és mocsári élőhelyeken. A Tisza-tó és a Hortobágyi Nemzeti Park területén számos vízimadár, például kócsagok, gémek és különböző récék élnek. A Hortobágyon a parlagi sasok és túzokok is megtalálhatók. A szárazabb területeken a homoki gyíkok, különböző rovarfajok és rágcsálók élnek.
Természetvédelmi területek:
A Hortobágyi Nemzeti Park nyugati fele a megye területén található. A Nemzeti Park Igazgatósághoz tartozó Jászsági Madárvédelmi Területen található jelenleg az ország legsűrűbb költő parlagisas-állománya. 2015-ben a Magyar Madártani és Természetvédelmi Egyesület és a Jászberényi Állat- és Növénykert egy sasküzpontot hozott létre a területen.

A Tisza-tó környékén található lápok és mocsarak, mint a Csukás-fertő (Tiszakürt) és a Kutykó (Tiszasas), szintén védett területek, amelyek gazdag madárvilágnak adnak otthont.

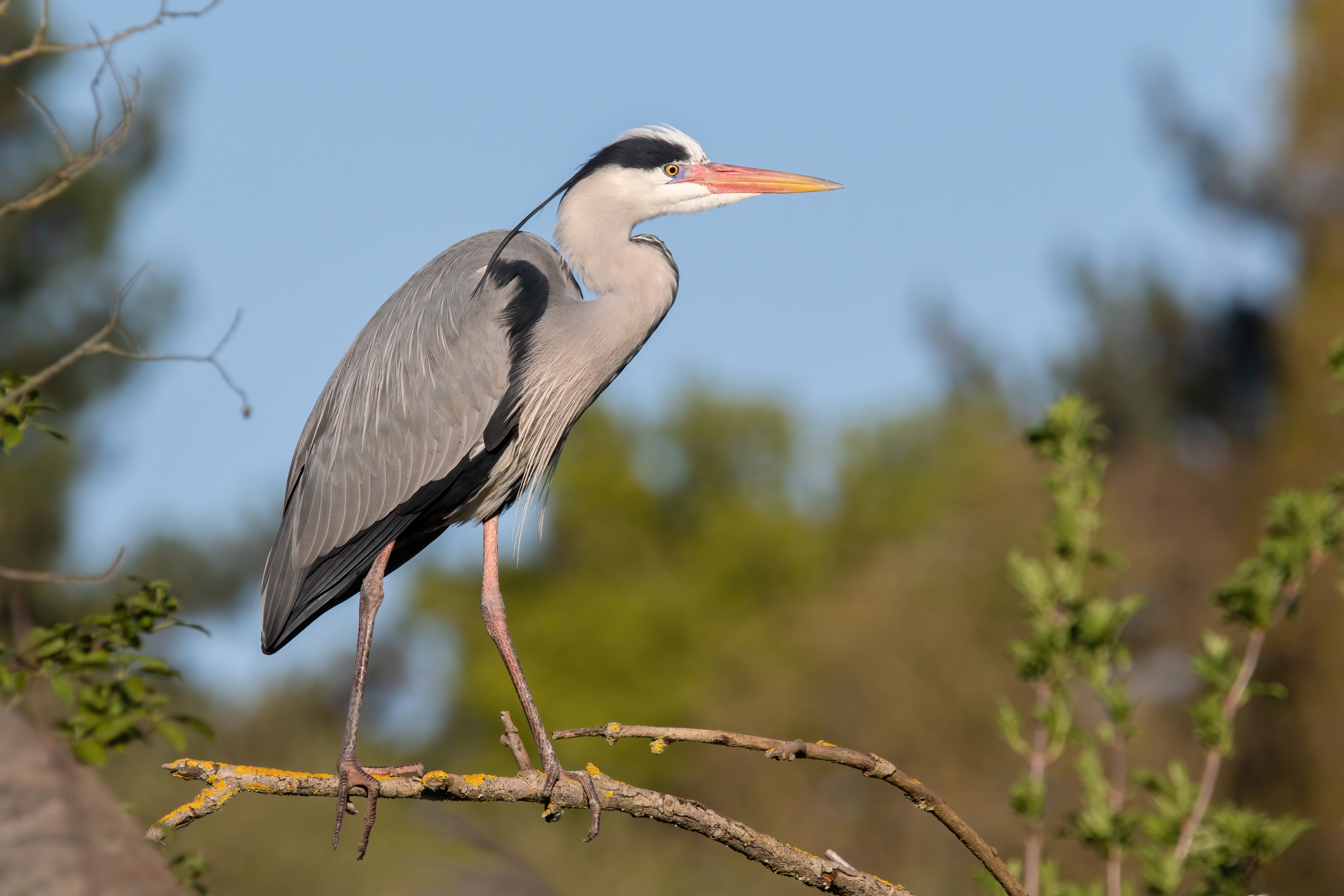
Szürke gém
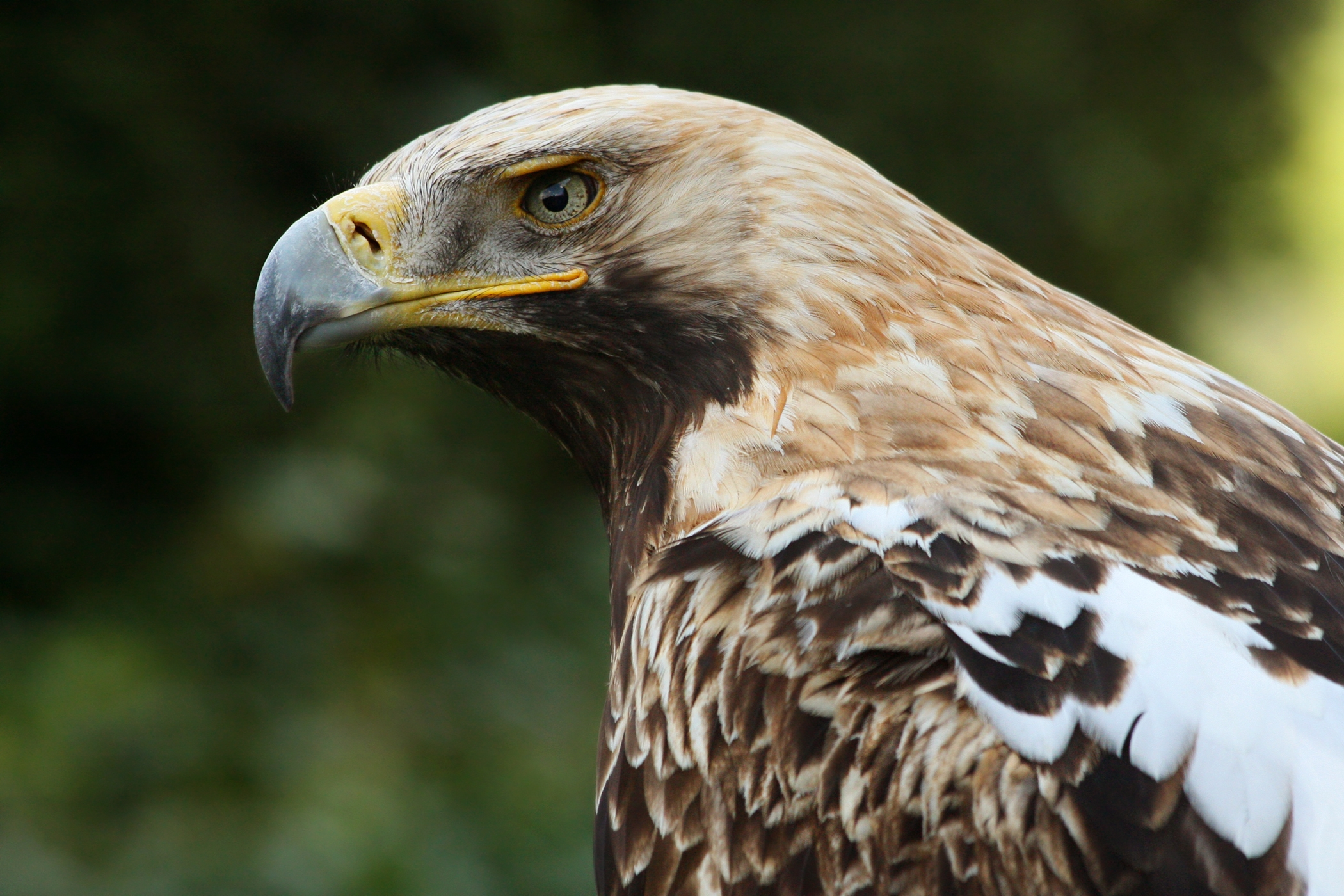
Parlagi sas
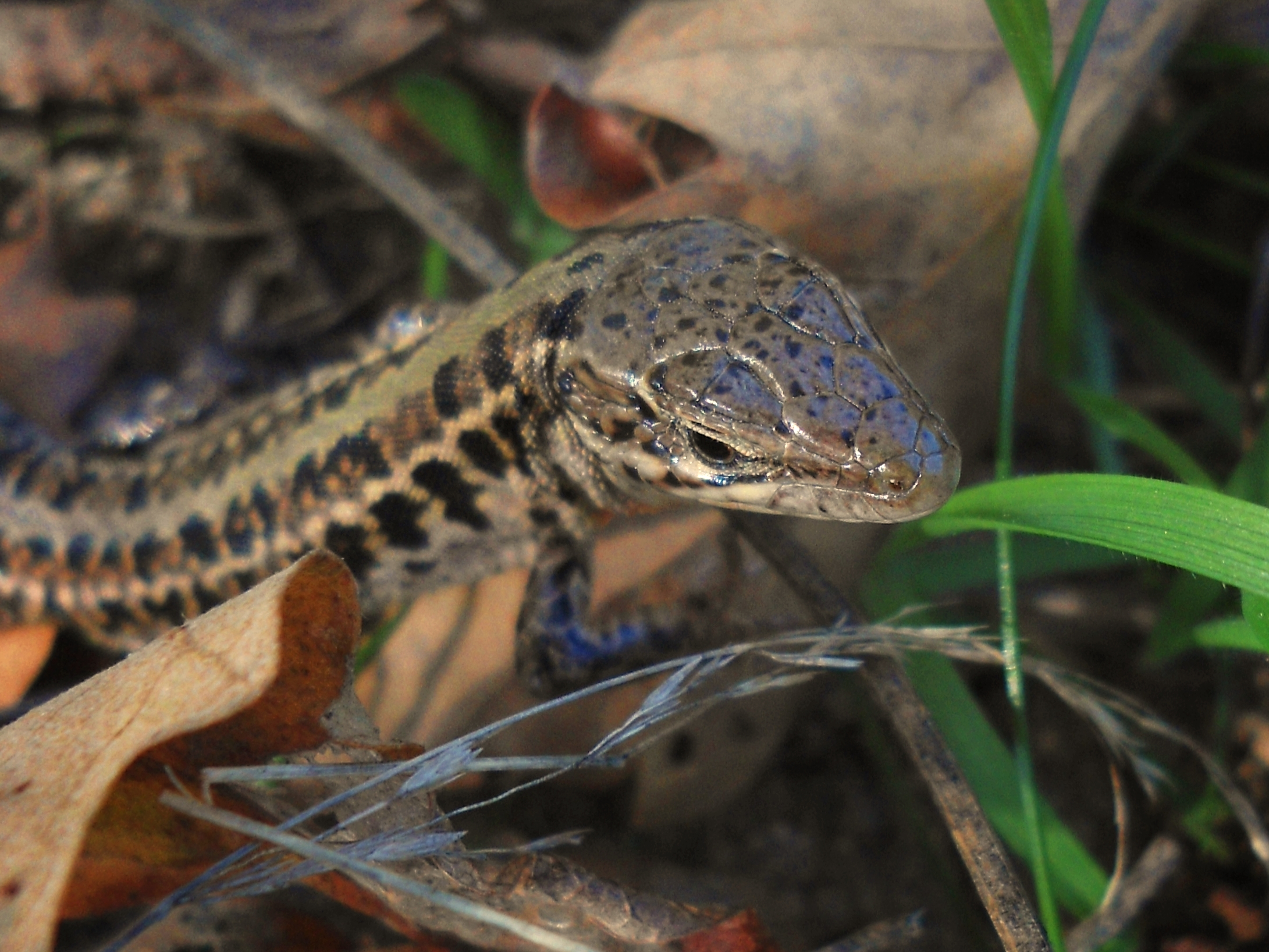
Homoki gyík
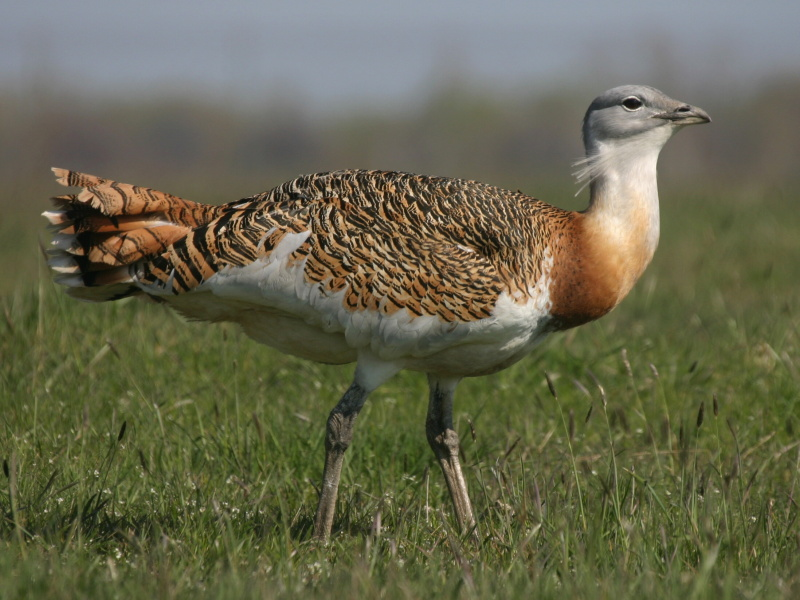
Túzok

### Jász-Nagykun-Szolnok vármegye jellemző földrajzi pontjai
Szélső települések égtájak szerint
- a megye legészakibb települése Jászárokszállás (Jászberényi járás),
- a megye legdélibb települése Szelevény (Kunszentmártoni járás),
- a megye legkeletibb települése Karcag (Karcagi járás),
- a megye legnyugatibb települése Jászfényszaru (Jászberényi járás).

Legmagasabb pontja:
- Hármashatár (135 m).

## Történelem

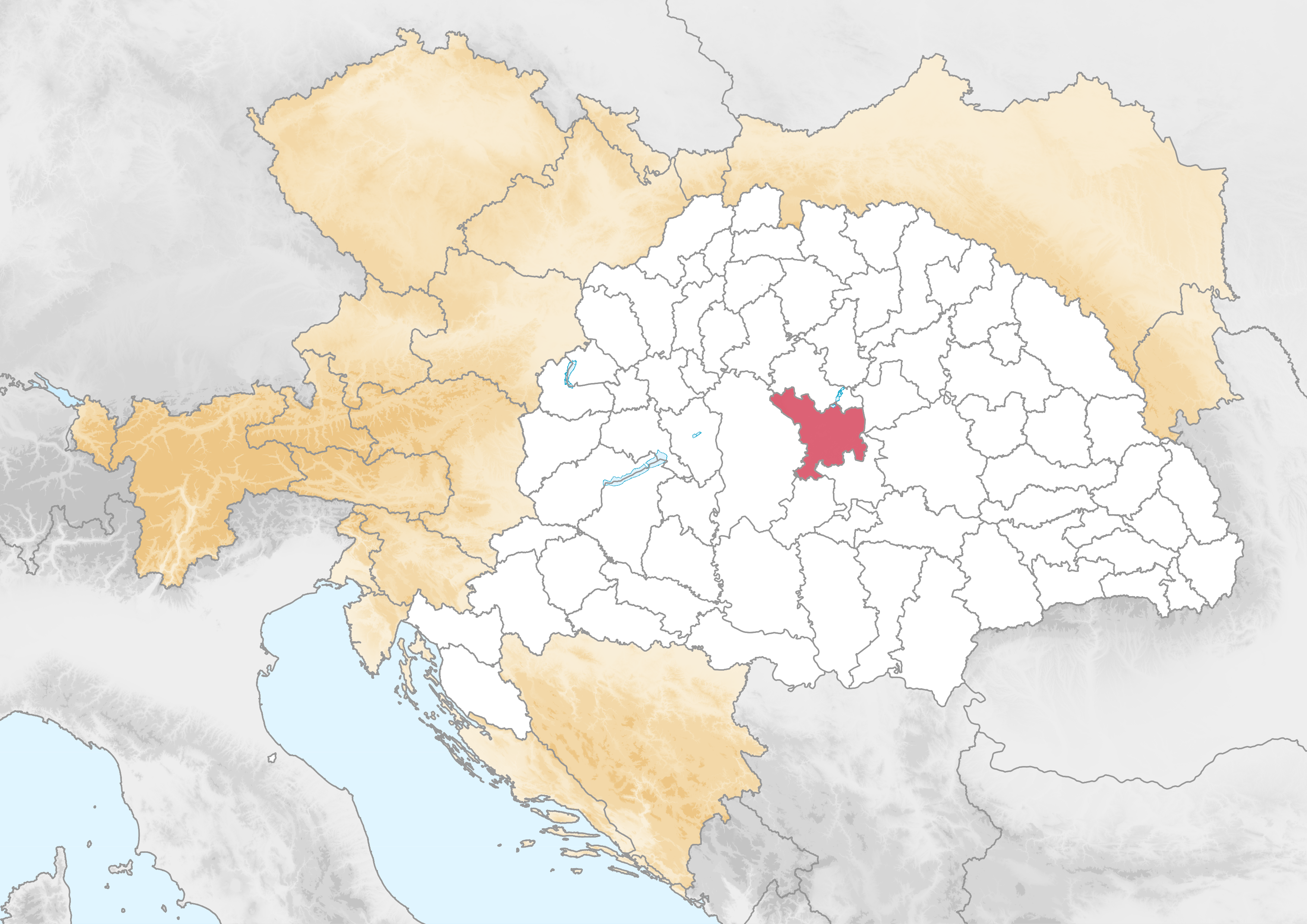
Jász-Nagykun-Szolnok megye az Osztrák-Magyar Monarchia közigazgatási egységeként

Jász-Nagykun-Szolnok vármegye az 1876-os közigazgatási reform eredményeként jött létre. Területe a Jászkun Kerületet alkotó Jászságból és Nagykunságból (mely utóbbi területek a Kiskunsággal együtt Pesthez csatlakoztak), valamint a hódoltság alatt Heveshez csatolt Külső-Szolnok megyéből alakult ki, Pest és Békés megyék kisebb részeinek hozzáadásával. Ezért a vármegye területeinek közös történelme nem volt jelentős, bár egyes részei annál inkább kötődtek egymáshoz.
A jászok a népvándorlás egyik utolsó iráni eredetű népe, akik a Kaukázus felől vándorolva lényegében szétszóródtak, és környezetükbe beolvadtak. Magyarországon egyedül itt őriztek hosszabb ideig bizonyos önállóságot, cáfolva azt a nézetet, hogy a magyarság a 19. század előtt más népek beolvasztására törekedett volna. Magyarországba több hullámban telepedtek be, egy részük a kunokkal együtt érkezett, és a hasonló életmód miatt idővel keveredtek is velük. A jászok kezdetben elsősorban nomád állattartással foglalkoztak, de gyorsan áttértek a földművelésre.
Az első írásos említésük 1318-ból származik, többségük ekkor a mai Jászság területén élt, de kisebb csoportok más területekre is elkerültek. Keresztény hitre térítésük a ferencesekhez köthető, a 15. század végére iráni nyelvüket is elhagyták, magyarra cserélték. Jogi különállásukat azonban a 19. századig megőrizték.
A kunok eredete máig vitatott, legvalószínűbb, hogy a nép Észak-Kínában alakult ki. Legkorábbi írásos emlékük a 8. századból származik, ekkor a mai Mongólia területén éltek. A 10. században egy újabb népvándorlási hullám elindítói, ekkor törzsszövetségre léptek ujgur csoportokkal és szibériai kipcsakokkal, akiktől nyelvüket és részben nevüket is átvették. A 11. században birodalmat hoztak létre, amelyet a korabeli források Kipcsakpuszta néven emlegettek. A 11. század folyamán Nyugat felé nyomultak, ahol hódítóként és szövetségesként jelentek meg. Legnagyobb uralkodójuk, Köncsek kán idején az erősebb állammá szervezték a birodalmat, de ezt elsöpörte a mongol (tatár) támadás.
A hódító mongolok elől menekülő kunok egy része Kötöny kán vezetésével 1240-ben Magyarországra jött, ahol katonai szolgálataikért hatalmas területeket kaptak. A tatárjárást követően IV. Béla ismét visszahívta a kunokat, és közvetlenül a nádor felügyelete alá helyezte őket. A kunok a magyar királyi haderő ütőképes könnyűlovasságává váltak, és segítségükkel sikerült visszaverni az újabb mongol-tatár támadásokat. A viszonyok rendeződését mutatja, hogy V. István a kun hercegnőt vette feleségül, és fiuk, IV. László király lett. László király alatt rövid időszakoktól eltekintve folyamatos polgárháború dúlt az országban. László egyre inkább a kunok és az ellenük fellépő urak, valamint a pápai legátus között őrlődött. A hódi csatában ugyan legyőzte ellenfeleit, de attól kezdve nem foglalkozott többé az ország ügyeivel, és mint egy nomád fejedelem, a kunok között élt. Életét végül a kunok oltották ki, vélhetően belső hatalmi villongások miatt.
A kunok fokozatosan beilleszkedtek a magyar társadalomba, megkeresztelkedtek, és a 16. századra nyelvüket is magyarra cserélték. Társadalmuk székek szerint szerveződött. A szék a régi magyar nyelvben általában az ítélkezési hatalmat jelentette, így a vármegyei joghatóság alól kivett területeket, például a székely, erdélyi és szepességi szász, valamint a jászkun székeket. Az utóbbiak közül egy volt a jászoké (Berényszék), hat pedig a kunoké (Halas-, Szentelt-, Kolbász-, Kecskemét-, Kara- és Hantosszék).
A hódoltság alatt a jász és kun területek török fennhatóság alá kerültek, és ezzel jogi különállásuk megszűnt. Az elmagyarosodott népesség összetartozás-tudata azonban erős maradt. A török kiűzése után I. Lipót a visszafoglalt területeket a Német Lovagrendnek ajándékozta, amely azt a Pesti Invalidusháznak engedte át. Több évtizedes alkudozás után a Jászkun Kerület lakói 1745-ben félmillió aranyforinton visszavásárolták szabadságukat és szabadalmas jogállásukat. Ez volt a redemptio. A Bach-korszakban már-már megalakult nagyjából ugyanez a közigazgatási egység, annak jellege azonban csak ideiglenes volt.
A Jászkun Kerület egészen 1876-ig őrizte jogi különállását, ekkor az ország egységes vármegyerendszerét vezették be. A kerület nemessége és polgársága nem könnyen fogadta el ezt, de végül tudomásul vették a változásokat. 1876-ban, az 1876. XXXIII. törvénycikk alapján alakult meg a Hármas kerület két alkotórészének, a Jászságnak és a Nagykunságnak, illetve az addig Heves és Külső-Szolnok vármegye déli felét alkotó egykori Külső-Szolnok vármegyének az összevonásával. A megye nevének „Jász-”, valamint „Nagykun-” része a korábban etnikai, majd területi alapon nyugvó kiváltságokat élvező tájegységek nevéből (lásd: jászok és kunok), valamint a Szolnok szóból ered. Ez utóbbi eredete vélhetően a Szent Gellért legendában is szereplő Szaunik ispán nevére vezethető vissza, Zounok alakban először 1075-ben fordul elő földrajzi névként.
A gazdasági élet az előző századfordulón elsősorban paraszti gazdálkodáson alapult, az ipar még csak kezdett megjelenni, néhány gőzmalomra, tégla- és szeszgyárra szorítkozott. Jelentősebb volt a kereskedelem, amelynek főcikkei a gabonaneműek és élő állatok voltak. Az üzleti életet bankok, takarékpénztárak és szövetkezetek élénkítették. A mezőgazdaság legfontosabb terményei a búza, rozs, árpa, zab, kukorica, burgonya, kétszeres, cukorrépa, lucerna és lóhere voltak. Jelentős volt a dohánytermesztés is. A vízjárta sík vidéken nagy szerepet kapott a vízszabályozás, amely állami támogatású társulatok kezében volt. A Jász-Nagykun-Szolnok megye állattenyésztése jelentős, különösen a marha- és birkatartás, valamint a vegyesen ólazó és legeltető sertéstartás. A halászat jövedelmező kereseti lehetőséget jelentett a Tiszán, Körösön, Zagyván és Berettyón.
A trianoni békeszerződés nem érintette a vármegye területét. Az 1950-es megyerendezés során a megye területe kis mértékben módosult: a Tiszától bal partján fekvő, addig Heveshez tartozó Tiszafüred és környéke Szolnok megye része lett és néhány község kölcsönös átcsatolásával kiigazították Békés megyével közös határát.

## Közigazgatási beosztása 1990 előtt

### Járások 1950-ig
Jász-Nagykun-Szolnok vármegye a megalakulásától 1923-ig öt, azután hat járásra oszlott. 1886-tól volt a járásoknak a vármegye által kijelölt állandó székhelye, addig a főszolgabíró mindenkori lakhelye számított a székhelynek.
A megye járásai az alábbiak voltak (zárójelben 1886 utáni állandó székhelyeik).
1. Jászsági alsó járás (Jászapáti)
2. Jászsági felső járás (Jászberény)
3. Tiszai alsó járás (Tiszaföldvár)
4. Tiszai felső járás (Kenderes, majd 1895-től Kunhegyes)
5. Tiszai közép járás, (Tiszaroff, majd 1908-tól Törökszentmiklós)
6. Központi járás (1923-tól, székhelye Szolnok)

Meg kell jegyezni, hogy az 1890-es évekig a járások elnevezésének többféle változatával is lehetett találkozni, mint Alsó jászsági járás vagy Alsó-jászsági járás.

### Városai 1950-ig
A vármegyében megalakulásakor kilenc rendezett tanácsú város volt. Közülük azonban 1886 és 1895 között három lemondott a többletterhekkel járó rangról, így 1895-től a megyében csak hat város volt. Jász-Nagykun-Szolnok azonban így is egyike volt a legtöbb várossal rendelkező vármegyéknek.
1. Jászberény
2. Karcag
3. Kisújszállás
4. Mezőtúr
5. Szolnok
6. Túrkeve
7. Jászárokszállás (1886-ig)
8. Kunhegyes (1893-ig)
9. Kunszentmárton (1895-ig)

### Főispánjai 1950-ig
| Név                                                        | Időszak   | Egyéb tisztségek és címek                                                                         |
| ---------------------------------------------------------- | --------- | ------------------------------------------------------------------------------------------------- |
| balásfalvi Kiss Miklós                                     | 1876–1879 |                                                                                                   |
| németújvári gróf Batthyány József                          | 1880–1881 | császári és királyi kamarás, a Lipót-rend lovagja                                                 |
| beniczei és micsinyei Beniczky Ferenc                      | 1881–1884 | titkos tanácsos, császári és királyi kamarás, a Szent István-rend és a Ferenc József-rend lovagja |
| Balogh Imre                                                | 1884–1889 |                                                                                                   |
| újfalusi Újfalussy Sándor                                  | 1889–1892 | császári és királyi kamarás, a Lipót-rend, a Vaskorona-rend és a porosz Johannita-rend lovagja    |
| zsadányi és törökszentmiklósi Almásy Géza                  | 1892–1898 | császári és királyi kamarás                                                                       |
| koronghi Lippich Gusztáv                                   | 1899–1905 |                                                                                                   |
| dr. Lenk Gyula                                             | 1905–1906 |                                                                                                   |
| dr. zsadányi és törökszentmiklósi gróf Almásy Imre         | 1906–1910 | császári és királyi kamarás, a Lipót-rend lovagja                                                 |
| dr. nagybányai vitéz Horthy Szabolcs                       | 1910–1914 |                                                                                                   |
| szápári, muraszombati és széchyszigeti gróf Szapáry György | 1915–1917 | császári és királyi kamarás                                                                       |
| dr. Kuszka István                                          | 1917–1918 |                                                                                                   |
| Darvas Ferenc                                              | 1918–1919 | kormánybiztos-főispán                                                                             |
| koronghi Lippich István                                    | 1919–1920 | kormánybiztos-főispán                                                                             |
| dr. borostyánkői Egán Imre                                 | 1920      | kormánybiztos-főispán, Békés vármegye főispánja is                                                |
| koronghi Lippich István                                    | 1920–1922 |                                                                                                   |
| Almásy Sándor                                              | 1922–1932 | a Ferenc József-rend lovagja, Bihar vármegye főispánja is                                         |
| roffi Borbély György                                       | 1932–1939 | császári és királyi kamarás                                                                       |
| monyorói báró Urbán Gáspár                                 | 1939–1944 |                                                                                                   |
| Veres József                                               | 1944–1945 |                                                                                                   |
| Baráth Endre                                               | 1945      |                                                                                                   |
| dr. Kovács Kálmán                                          | 1945–1946 |                                                                                                   |
| Földi István                                               | 1946–1949 |                                                                                                   |
| Juhász Imréné dr. Gonda Zsuzsanna                          | 1949–1950 |                                                                                                   |

### Járások 1950–1983 között
Az 1950-es megyerendezés előtt Jász-Nagykun-Szolnok megyéhez hat járás tartozott. A Jászsági alsó járás székhelye Jászapáti volt, a Jászsági felső járásé Jászberény, a Központi járásé Szolnok, a Tiszai alsó járásé Tiszaföldvár, a Tiszai közép járásé Törökszentmiklós, a Tiszai felső járásé pedig Kunhegyes). A megyerendezéskor ezek mindegyike Szolnok megyéhez került, de a Tiszai alsó járás székhelyét áthelyezték Kunszentmártonba, ezenkívül ide csatolták Heves megyétől a Tiszafüredi járást, így az új megyében 1950. február 1-jétől hét járás volt.
Az 1950-es járásrendezés során, június 1-jén a megyében csak annyi változás történt, hogy valamennyi járás nevét a székhelyéhez igazították, ennek következtében a tanácsrendszer bevezetésekor Szolnok megye hét járásra oszlott (Jászapáti, Jászberényi, Kunhegyesi, Kunszentmártoni, Szolnoki, Tiszafüredi és Törökszentmiklósi).
Ezt követően 1983-ig a hétből három járás szűnt meg: a Jászapáti 1961-ben, a Kunhegyesi 1965-ben és a Törökszentmiklósi 1974-ben. A járások megszűnésekor, 1983 végén tehát a megyéhez négy járás tartozott (Jászberényi, Kunszentmártoni, Szolnoki és Tiszafüredi).

### Városok 1950–1983 között
Az 1950-es megyerendezéskor Jász-Nagykun-Szolnok megyéhez hat megyei város tartozott, Jászberény, Karcag, Kisújszállás, Mezőtúr, Szolnok és Túrkeve.
1983-ig egyetlen település szerzett városi rangot a megyében: Törökszentmiklós 1952-ben, így 1983-ra a városok száma hétre nőtt.
A tanácsok megalakulásától 1954-ig Szolnok, Karcag és Kisújszállás közvetlenül a megyei tanács alá rendelt város volt, Jászberény pedig a Jászberényi járáshoz tartozott közvetlenül a járási tanács alá rendelt városként. Mezőtúr és Túrkeve 1952-ig a Törökszentmiklósi járáshoz tartozott, azután a megyei tanács alá, Törökszentmiklós pedig 1952-ben történt várossá alakulásától a Törökszentmikósi járáshoz.
1954-től 1971-ig valamennyi város jogállása járási jogú város volt, azután pedig egyszerűen város.

### Városkörnyékek 1971‑1983 között
Szolnok megye városai közül 1983-ig három körül alakult városkörnyék: a Mezőtúri, a Szolnoki és a Törökszentmiklósi, mindhárom 1974-ben, a Törökszentmiklósi járás megszüntetésével egyidőben. Mindegyik csak a városhoz legszorosabban kapcsolódó községeket foglalta magába, Szolnok járási székhely maradt 1983 végéig, Mezőtúr viszont korábban sem volt az.

### Városok és városi jogú nagyközségek 1984‑1990 között
1984. január 1-jén valamennyi járás megszűnt az országban és a megye valamennyi városa városkörnyékközponttá vált Túrkeve kivételével, melyet lényegében körülvesznek a szomszédos városok. Ekkor alakult várossá a megyében nyolcadikként Tiszafüred, Kunszentmárton pedig városi jogú nagyközség és így nagyközségkörnyék-központ lett, majd 1986-ban szintén városi rangot kapott, kilencedikként. Végül 1989-ben alakult várossá Jászapáti, Kunhegyes és Martfű, ez utóbbi három település azonban már nem lett városkörnyékközpont. Ezzel 1990-re a megye városainak száma tizenkettőre nőtt.

## Önkormányzat és közigazgatás

### Vármegyei közgyűlés
A vármegye önkormányzatának legfőbb döntéshozó testülete. Tagjai a választópolgárok által ötévente, az önkormányzati választásokon megválasztott képviselők. A közgyűlés feladatai közé tartozik a megyei fejlesztési tervek, közlekedési, területrendezési és gazdaságfejlesztési programok kidolgozása és elfogadása, valamint az európai uniós források felhasználásának koordinálása. Mivel a vármegyei önkormányzatok nem tartoznak közvetlenül az oktatási, egészségügyi vagy szociális intézmények fenntartásához, inkább stratégiai, területfejlesztési szerepük van. A közgyűlést az elnök vezeti, aki a testület tagjai közül kerül megválasztásra.
A 2019-es magyarországi önkormányzati választáson megválasztott Vas megye közgyűlése 15 képviselőből állt, az alábbi pártösszetétellel:
| Párt | Párt                    | Mandátum | Megyei Közgyűlés (2019-2024) | Megyei Közgyűlés (2019-2024) | Megyei Közgyűlés (2019-2024) | Megyei Közgyűlés (2019-2024) | Megyei Közgyűlés (2019-2024) | Megyei Közgyűlés (2019-2024) | Megyei Közgyűlés (2019-2024) | Megyei Közgyűlés (2019-2024) | Megyei Közgyűlés (2019-2024) | Megyei Közgyűlés (2019-2024) | Megyei Közgyűlés (2019-2024) |
| ---- | ----------------------- | -------- | ---------------------------- | ---------------------------- | ---------------------------- | ---------------------------- | ---------------------------- | ---------------------------- | ---------------------------- | ---------------------------- | ---------------------------- | ---------------------------- | ---------------------------- |
|      | Fidesz-KDNP             | 11       |                              |                              |                              |                              |                              |                              |                              |                              |                              |                              |                              |
|      | Jobbik                  | 3        |                              |                              |                              |                              |                              |                              |                              |                              |                              |                              |                              |
|      | Demokratikus Koalíció   | 1        |                              |                              |                              |                              |                              |                              |                              |                              |                              |                              |                              |
|      | Mi Hazánk Mozgalom      | 1        |                              |                              |                              |                              |                              |                              |                              |                              |                              |                              |                              |
|      | Momentum Mozgalom       | 1        |                              |                              |                              |                              |                              |                              |                              |                              |                              |                              |                              |
|      | Magyar Szocialista Párt | 1        |                              |                              |                              |                              |                              |                              |                              |                              |                              |                              |                              |

A 2024-es magyarországi önkormányzati választáson megválasztott
Jász-Nagykun-Szolnok Vármegyei Közgyűlés 18 képviselőből áll, az alábbi pártösszetétellel:

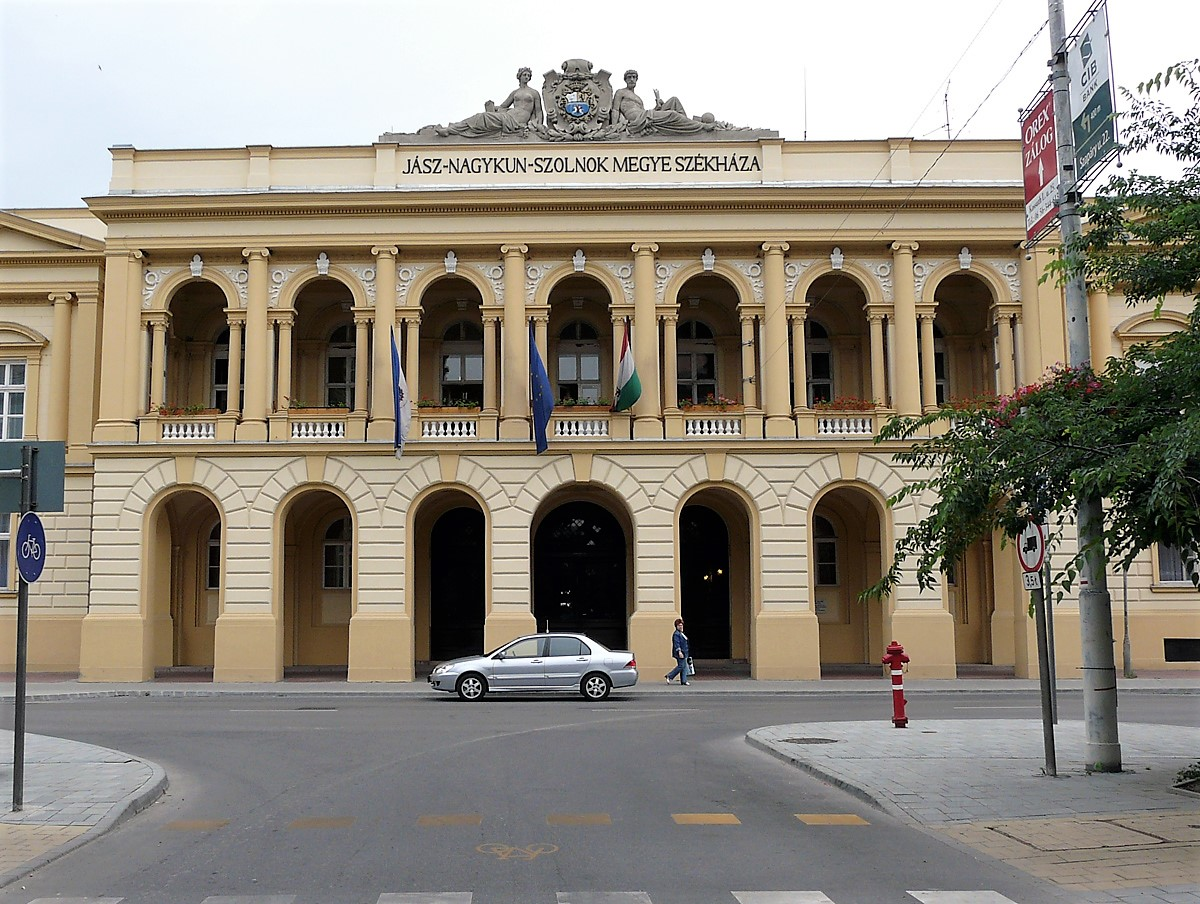
A vármegyeháza Szolnokon

| Párt | Párt                  | Mandátum | Vármegyei közgyűlés (2024-2029) | Vármegyei közgyűlés (2024-2029) | Vármegyei közgyűlés (2024-2029) | Vármegyei közgyűlés (2024-2029) | Vármegyei közgyűlés (2024-2029) | Vármegyei közgyűlés (2024-2029) | Vármegyei közgyűlés (2024-2029) | Vármegyei közgyűlés (2024-2029) | Vármegyei közgyűlés (2024-2029) | Vármegyei közgyűlés (2024-2029) | Vármegyei közgyűlés (2024-2029) |
| ---- | --------------------- | -------- | ------------------------------- | ------------------------------- | ------------------------------- | ------------------------------- | ------------------------------- | ------------------------------- | ------------------------------- | ------------------------------- | ------------------------------- | ------------------------------- | ------------------------------- |
|      | Fidesz-KDNP           | 11       |                                 |                                 |                                 |                                 |                                 |                                 |                                 |                                 |                                 |                                 |                                 |
|      | Mi Hazánk Mozgalom    | 3        |                                 |                                 |                                 |                                 |                                 |                                 |                                 |                                 |                                 |                                 |                                 |
|      | Demokratikus Koalíció | 2        |                                 |                                 |                                 |                                 |                                 |                                 |                                 |                                 |                                 |                                 |                                 |
|      | Jobbik                | 1        |                                 |                                 |                                 |                                 |                                 |                                 |                                 |                                 |                                 |                                 |                                 |
|      | Momentum Mozgalom     | 1        |                                 |                                 |                                 |                                 |                                 |                                 |                                 |                                 |                                 |                                 |                                 |

### A Vármegyei Közgyűlés elnökei
A vármegyei közgyűlés elnöke a megyei önkormányzat vezetője, aki felelős a közgyűlés munkájának irányításáért és a döntéshozatalban való részvételért. Az elnök szerepe kulcsfontosságú a helyi közigazgatásban, mivel ő képviseli a vármegyét és összehangolja a megyei önkormányzati feladatok ellátását.
Feladatai közé tartozik a közgyűlés üléseinek összehívása és levezetése, valamint az önkormányzati döntések végrehajtásának felügyelete. Az elnök kapcsolatot tart az országos és helyi szervekkel, valamint a települési önkormányzatokkal, és biztosítja a megye érdekeinek képviseletét az országos döntéshozatalban. Emellett részt vesz a fejlesztési tervek kialakításában, és irányítja azokat a programokat, amelyek a megye gazdasági és társadalmi fejlődését szolgálják.
Az elnököt általában a közgyűlés tagjai választják meg, és munkáját a közgyűlés által választott alelnökök segítik.
| Elnök | Elnök                       | Elnöki ciklus |
| ----- | --------------------------- | ------------- |
|       | Boros Lajos (MDF)           | 1990-1994     |
|       | Iváncsik Imre (MSZP)        | 1994-1998     |
|       | Búsi Lajos (Fidesz)         | 1998-2002     |
|       | Tokár István (MSZP)         | 2002-2006     |
|       | Fejér Andor (Fidesz-KDNP)   | 2006-2010     |
|       | Kovács Sándor (Fidesz-KDNP) | 2010-2019     |
|       | Hubai Imre (Fidesz-KDNP)    | 2019-         |

### Járások
Jász-Nagykun-Szolnok megye járásainak főbb adatai a 2013. július 15-ei közigazgatási beosztás szerint az alábbiak:
| #. | Járás neve              | Székhely         | Település | Település | Népesség (2013.jan.1.) | Terület (km²) | Népsűrűség (fő/km²) |
| #. | Járás neve              | Székhely         | össz.     | város     | Népesség (2013.jan.1.) | Terület (km²) | Népsűrűség (fő/km²) |
| -- | ----------------------- | ---------------- | --------- | --------- | ---------------------- | ------------- | ------------------- |
| 1. | Jászapáti járás         | Jászapáti        | 9         | 2         | 33 160                 | 544,45        | 61                  |
| 2. | Jászberényi járás       | Jászberény       | 9         | 3         | 50 928                 | 617,01        | 83                  |
| 3. | Karcagi járás           | Karcag           | 5         | 3         | 43 152                 | 857,26        | 50                  |
| 4. | Kunhegyesi járás        | Kunhegyes        | 7         | 2         | 20 434                 | 464,58        | 44                  |
| 5. | Kunszentmártoni járás   | Kunszentmárton   | 11        | 2         | 36 300                 | 576,49        | 63                  |
| 6. | Mezőtúri járás          | Mezőtúr          | 5         | 2         | 27 798                 | 725,74        | 38                  |
| 7. | Szolnoki járás          | Szolnok          | 18        | 5         | 118 245                | 914,48        | 129                 |
| 8. | Tiszafüredi járás       | Tiszafüred       | 7         | 1         | 19 895                 | 417,05        | 48                  |
| 9. | Törökszentmiklósi járás | Törökszentmiklós | 7         | 2         | 36 742                 | 464,54        | 79                  |

### Kistérségek
Jász-Nagykun-Szolnok megye megszűnt kistérségeinek főbb adatai a 2013. július 15-ei beosztás szerint az alábbiak:
| Kód  | Kistérség neve              | Központ          | Település | Ebből város | Népesség (2013. január 1.) | Terület (km²) | Népsűrűség (fő/km²) |
| ---- | --------------------------- | ---------------- | --------- | ----------- | -------------------------- | ------------- | ------------------- |
| 4601 | Jászberényi kistérség       | Jászberény       | 18        | 5           | 84 088                     | 1 161,46      | 72                  |
| 4602 | Karcagi kistérség           | Karcag           | 5         | 3           | 43 152                     | 857,26        | 50                  |
| 4603 | Kunszentmártoni kistérség   | Kunszentmárton   | 11        | 2           | 36 300                     | 576,49        | 63                  |
| 4607 | Mezőtúri kistérség          | Mezőtúr          | 5         | 2           | 27 798                     | 725,74        | 38                  |
| 4604 | Szolnoki kistérség          | Szolnok          | 18        | 5           | 118 245                    | 914,48        | 129                 |
| 4605 | Tiszafüredi kistérség       | Tiszafüred       | 13        | 3           | 38 234                     | 846,59        | 45                  |
| 4606 | Törökszentmiklósi kistérség | Törökszentmiklós | 8         | 2           | 38 837                     | 499,58        | 78                  |

### Országgyűlési képviselők
Magyarországon az országgyűlési választások során az ország területét egyéni választókerületekre osztják, és mindegyik kerületnek egy képviselője van a parlamentben, akit közvetlenül választanak. Az egyéni választókerületek országgyűlési képviselői tehát azok a politikusok, akik egy-egy adott földrajzi terület választópolgárait képviselik az Országgyűlésben.
Az egyéni választókerületek képviselői általában valamelyik párt jelöltjei, de független képviselők is indulhatnak a választáson. A választókerületek képviselői meghatározó szereplők, mivel közvetlen kapcsolatban állnak választóikkal, és elsősorban az adott terület helyi érdekeit képviselik az országos politikai döntéshozatalban.
| Választókerület                                                            | Székhely         | Képviselő        | Párt | Párt        |
| -------------------------------------------------------------------------- | ---------------- | ---------------- | ---- | ----------- |
| Jász-Nagykun-Szolnok vármegyei 1. sz. országgyűlési egyéni választókerület | Szolnok          | Dr. Kállai Mária |      | Fidesz–KDNP |
| Jász-Nagykun-Szolnok vármegyei 2. sz. országgyűlési egyéni választókerület | Jászberény       | Pócs János       |      | Fidesz–KDNP |
| Jász-Nagykun-Szolnok vármegyei 3. sz. országgyűlési egyéni választókerület | Karcag           | F. Kovács Sándor |      | Fidesz–KDNP |
| Jász-Nagykun-Szolnok vármegyei 4. sz. országgyűlési egyéni választókerület | Törökszentmiklós | Herczeg Zsolt    |      | Fidesz–KDNP |

## Népesség
Jász-Nagykun-Szolnok vármegye lakónépessége 2022. október 1-jén 355 809 fő volt, ami Magyarország össznépességének 3,7%-át tette ki. A 2011-es népszámlálás óta 30 785 fővel csökkent a vármegye lakosság száma. Ebben az évben az egy km²-re jutó lakók száma, átlagosan 64 ember volt. Jász-Nagykun-Szolnok vármegye népesség korösszetétele igen kedvezőtlen. 2022-ben a vármegye lakónépességének a 15%-a 14 évnél fiatalabb, míg a 65 éven felülieké 22% volt. 2022-ben a férfiaknál 71,1, a nőknél 78,1 év volt a születéskor várható átlagos élettartam. A legmagasabb befejezett iskolai végzettség szerint az érettségi végzettséggel rendelkezők élnek a legtöbben a vármegyében 22 028 fő, utánuk a következő nagy csoport az általános iskolai végzettséggel rendelkezők 80 317 fővel. 2022-ben a 6 évnél idősebb népesség 80%-nál volt internet elérési lehetősége. A népszámlálás adatai alapján a város lakónépességének 6,4%-a, mintegy 22 626 személy vallotta magát valamely kisebbséghez tartozónak. A kisebbségek közül cigány, német és ukrán nemzetiségűnek vallották magukat a legtöbben.
A 19. század utolsó harmadától Jász-Nagykun-Szolnok vármegye lakosságszáma egyenletesen növekedett, egészen az 1960-as évekig. A legtöbben 1960-ban éltek a vármegyében 461 307 fő. A 80-as évektől, egészen napjainkig folyamatosan csökken a vármegye népességszáma, ma már kevesebben laknak a vármegyében, mint 1900-ban.
A 2022-es népszámlálási adatok szerint a magukat vallási közösséghez tartozónak valló Jász-Nagykun-Szolnok vármegyeiek túlnyomó többsége római katolikusnak tartja magát. Emellett jelentős egyház a vármegyében még a református.

### Nemzetiségek
Jász-Nagykun-Szolnok vármegye lakóinak nemzetiségi összetétele 2011-ben
A vármegye lakosságának túlnyomó többsége magyar nemzetiségű, azonban az etnikai összetétel kisebbségi közösségek jelenlétét is tükrözi. A 2011-es népszámlálás adatai szerint a megye teljes népessége 386 594 fő volt, amelyből 344 488 fő nyilatkozott etnikai hovatartozásáról.
A magyar közösség dominanciája egyértelmű: 323 293 fő, azaz a lakosság 93,85%-a vallotta magát magyarnak. A legnagyobb kisebbségi csoportot a roma közösség alkotja, létszámuk 18 935 fő (5,50%). Jelenlétük elsősorban a megye vidéki térségeiben és néhány városi körzetben jelentős, és közösségük fontos társadalmi és kulturális szerepet játszik a térségben.
A német és román kisebbség lélekszáma a megyében egyaránt körülbelül 500 fő, akik közösségei kisebb létszámuk ellenére szintén hozzájárulnak a megye kulturális sokszínűségéhez. A fennmaradó 2 260 fő (0,66%) más kisebbségekhez tartozik, vagy nem meghatározható etnikai csoport tagja.
Érdemes megjegyezni, hogy a népszámlálás során Jász-Nagykun-Szolnok megye lakosságából körülbelül 56 000 fő nem nyilatkozott etnikai hovatartozásáról, ami a megye lakosságának jelentős részét teszi ki, tovább növelve az etnikai sokszínűséget és a demográfiai adatok értelmezésének komplexitását.

### Vallás
Jász-Nagykun-Szolnok vármegye lakóinak vallási összetétele 2022-ben
A 2011-es népszámlálási adatok alapján Jász-Nagykun-Szolnok vármegyében a vallási hovatartozás jelentős sokszínűséget mutat, de továbbra is a keresztény vallások dominálnak. A legnagyobb vallási közösséget a katolikusok alkotják, összesen 124 331 fővel. Ezen belül 123 208 fő római katolikusnak, míg 1 106 fő görögkatolikusnak vallotta magát. A katolikus egyház hagyományosan erős jelenléte különösen a kisebb településeken és falvakban érzékelhető, ahol a templomok és közösségi események a helyi élet meghatározó elemei.
A reformátusok létszáma 42 968 fő, és közösségük elsősorban a megye északi és keleti részén él. A reformáció hatása a térségben máig érezhető, amit a helyi gyülekezetek aktív vallási élete is tükröz. Az evangélikusok lélekszáma ennél jóval alacsonyabb, mindössze 1 127 fő, ami történelmileg a betelepített német közösségekhez és más protestáns csoportokhoz kapcsolódik. Ezen kívül az egyéb vallási közösségek, például kisebb protestáns felekezetek vagy új vallási mozgalmak, 4 312 főt számlálnak.

A nem vallásos lakosság jelentős arányt képvisel a megyében: 108 247 fő vallotta magát nem vallásosnak, míg az ateisták száma 4 651 fő volt. Ezek a csoportok jellemzően a nagyobb városokban és a modernizációval erősebben érintett területeken koncentrálódnak. Érdemes kiemelni, hogy a népszámlálás során 100 958 fő nem nyilatkozott vallási hovatartozásáról, ami jelentős része a megye lakosságának, és tovább árnyalja a vallási összetétel értelmezését.

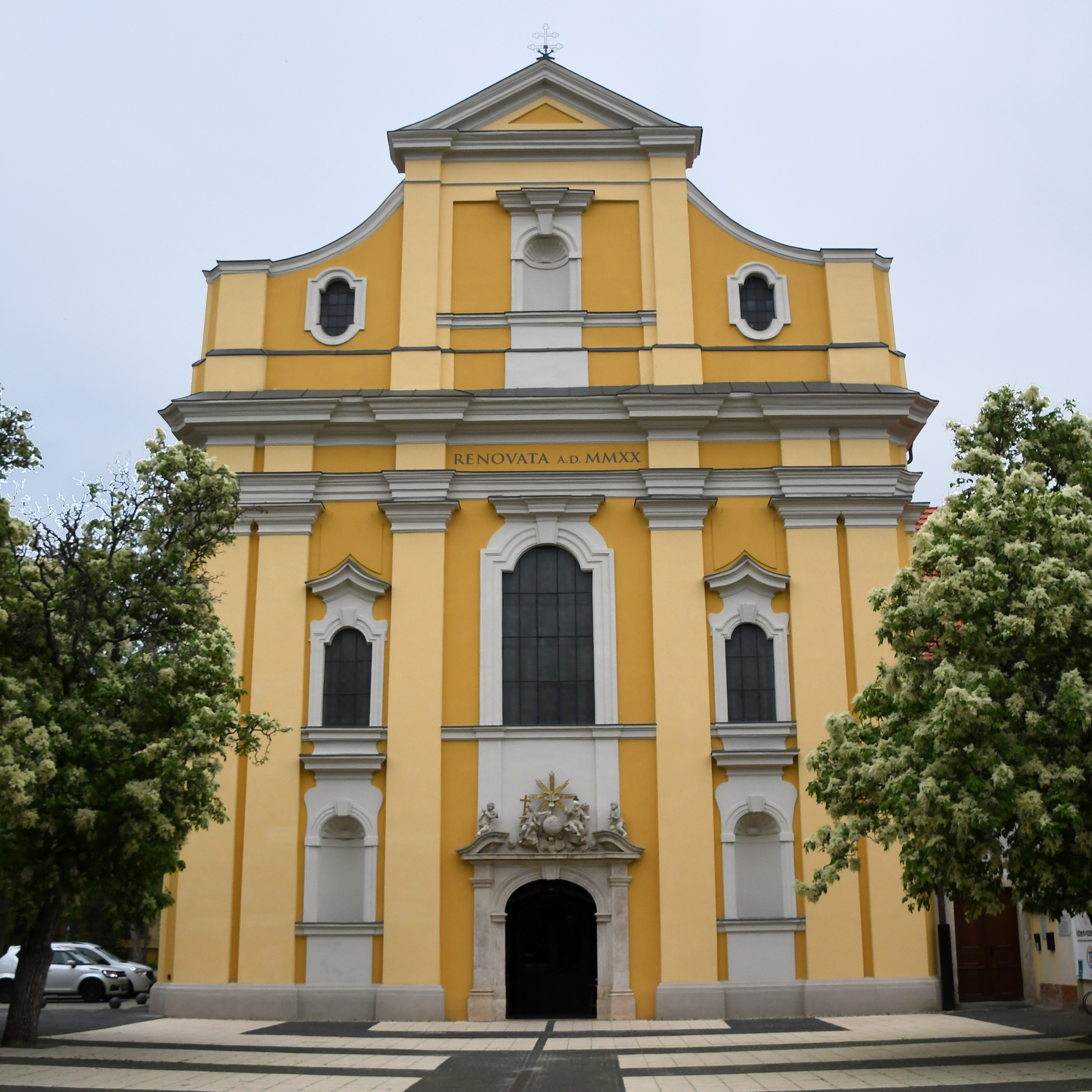
A ferences templom Szolnokon
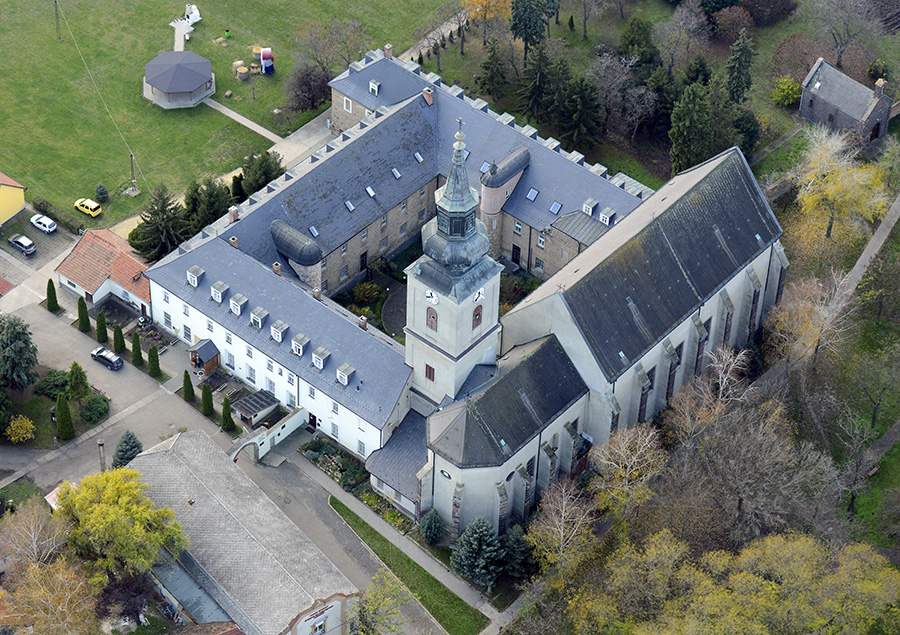
A ferences templom Jászberényben
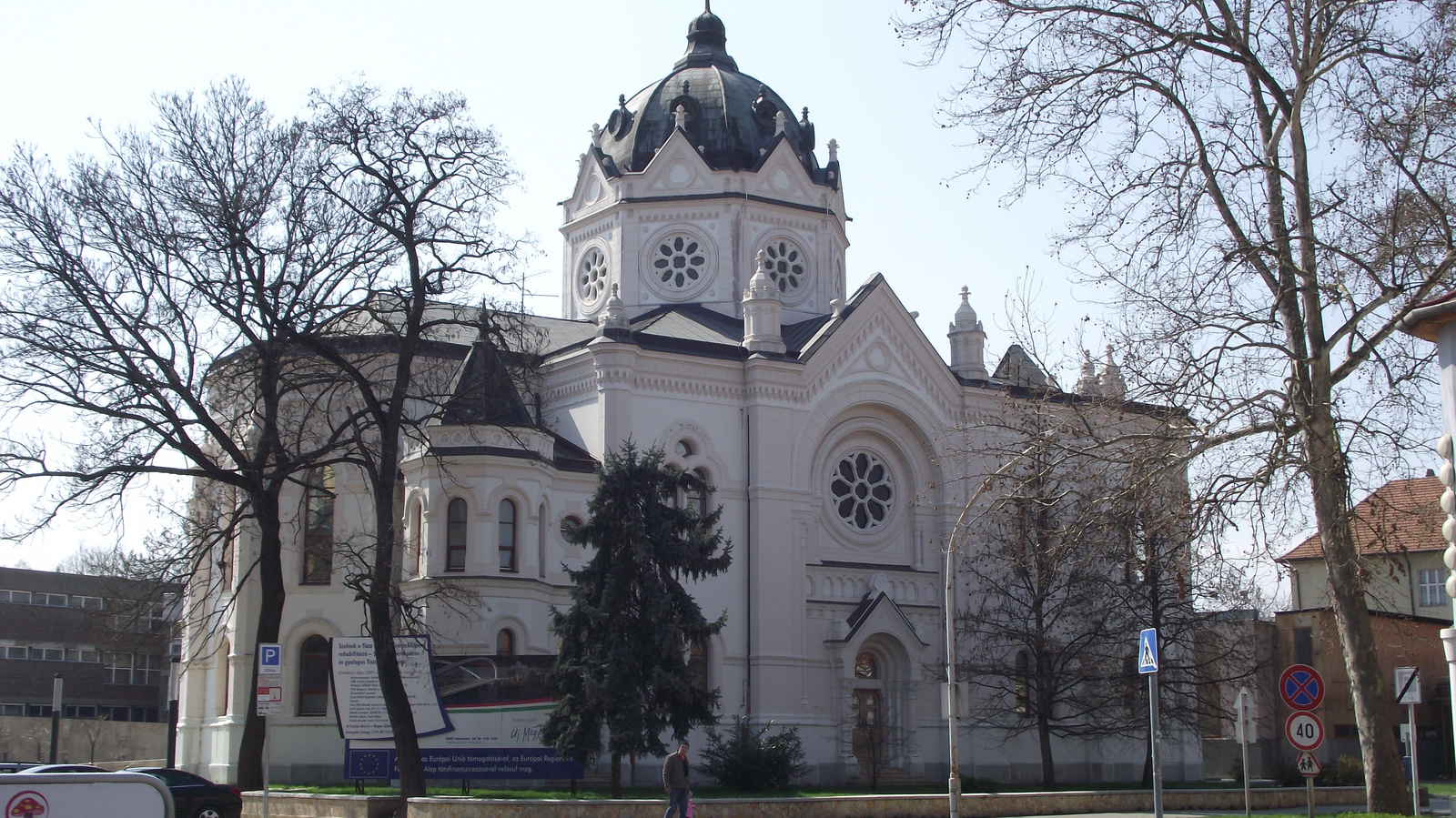
A szolnoki zsinagóga
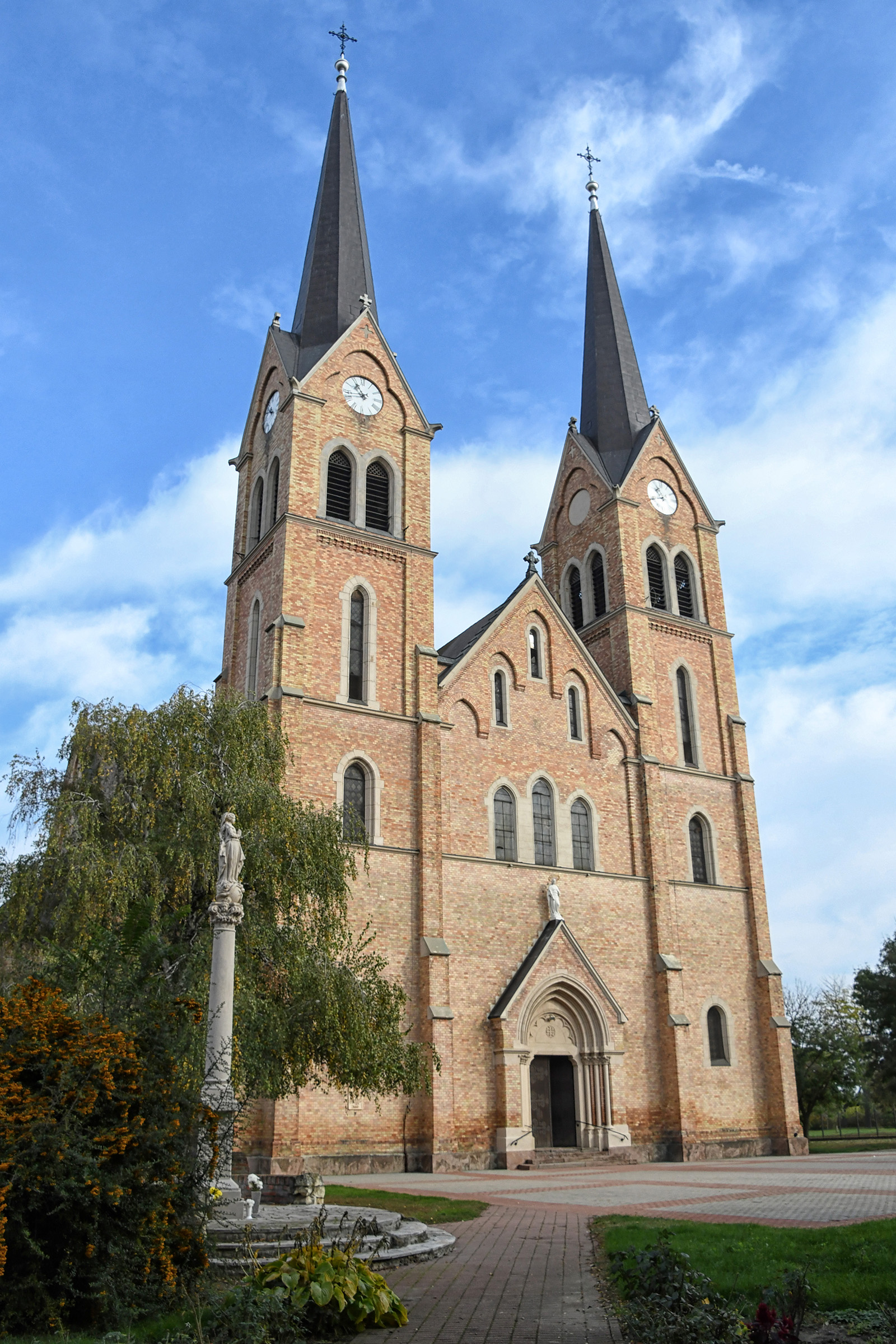
A törökszentmiklósi Szentháromság-templom
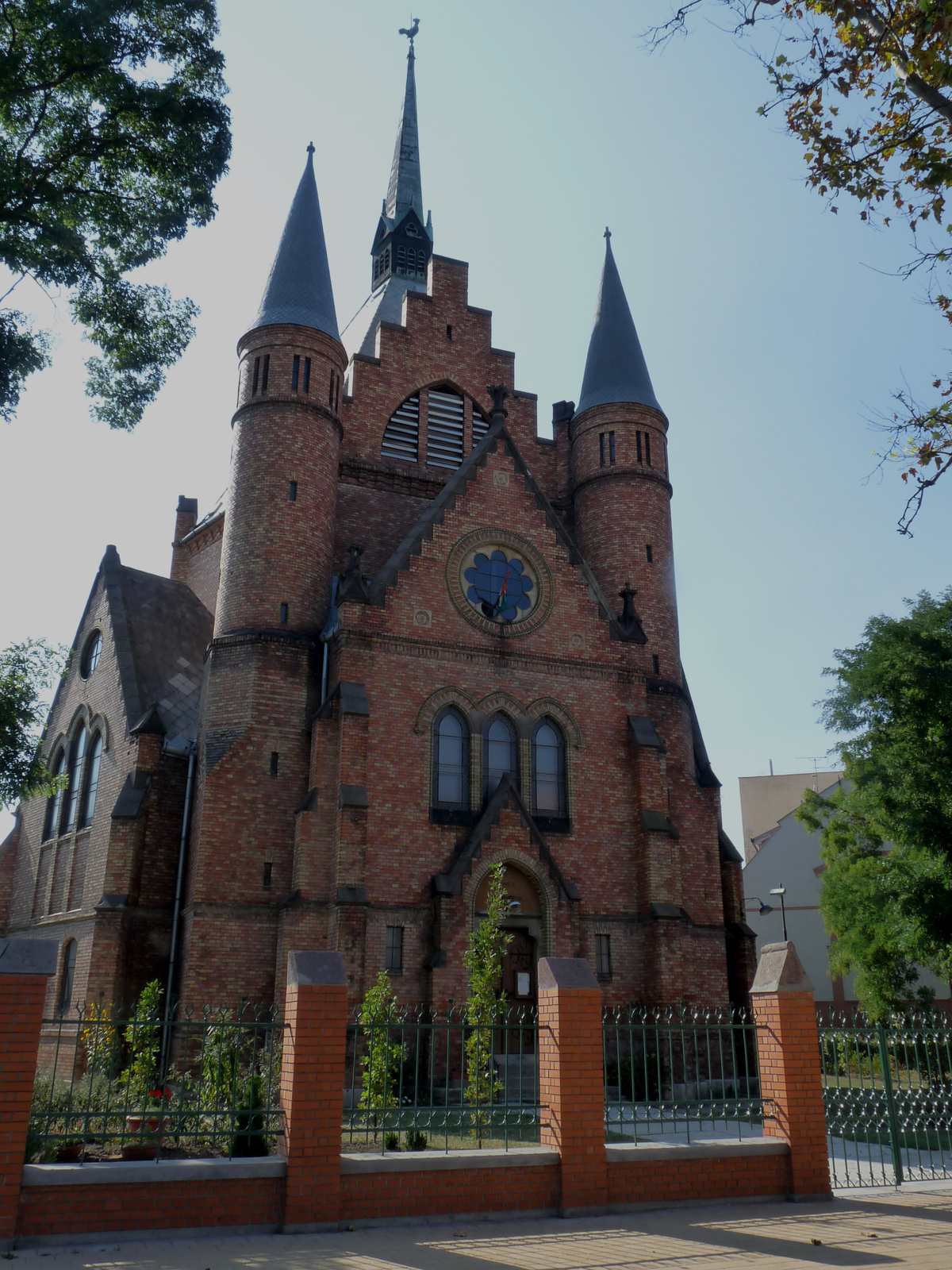
A református templom Szolnokon

## Gazdaság

### Ipar
Jász-Nagykun-Szolnok megye ipara az elmúlt évtizedekben jelentős fejlődésen ment keresztül, és ma már a megye gazdaságának meghatározó pillére. A térség ipari szerkezete sokrétű, számos ágazat képviselteti magát, amelyek közül kiemelkedik a gépipar, a vegyipar és az élelmiszeripar.
A megye hagyományosan erős gépipari háttérrel rendelkezik. Számos vállalat tevékenykedik ezen a területen, amelyek közül több is jelentős szereplője az országos piacnak. A gépipar fejlődése hozzájárul a helyi munkahelyteremtéshez és a gazdasági stabilitáshoz.
A vegyipar szintén fontos szerepet játszik a megye ipari szerkezetében. A Jász-Plasztik Kft. például vegyipari termékek gyártásával foglalkozik, és az elmúlt években több milliárd forintos beruházásokat hajtott végre, ezzel a megye egyik legnagyobb foglalkoztatójává vált.
A megye mezőgazdasági hagyományaira építve az élelmiszeripar is jelentős szerepet tölt be. A térségben működő vállalatok közül kiemelkedik a szolnoki Béres Gyógyszergyár, amely nemcsak a hazai, hanem a nemzetközi piacokon is jelen van.
Ipara az elmúlt években folyamatos növekedést mutatott. Például 2021-ben Jász-Nagykun-Szolnok megye ipara 15,5%-os növekedést ért el, ami kiemelkedő teljesítménynek számít országos szinten.
Ipari fejlődését számos beruházás és fejlesztés segíti elő. A Központi Statisztikai Hivatal adatai szerint 2022 első félévében a megye gazdasági szervezetei 95 milliárd forint értékű új beruházást hajtottak végre, zömében az iparban.
A megye legnagyobb nyereségű cégei a 2006-os adózott eredmény szerint (zárójelben az országos toplistán elfoglalt helyezés)
- Electrolux Lehel Hűtőgépgyár Kft. (30),
- Jász-Plasztik Kft. (87),
- Szatmári Kft. (Jászberény) (134).

A térség ipari, kereskedelmi és idegenforgalmi központja Szolnok.

### Mezőgazdaság
Jász-Nagykun-Szolnok termőföldje igen jó minőségű, és a napsütéses órák száma is magas, emiatt a vármegye mezőgazdaságilag fontos, különösen a búza-, rizs-, kukorica-, napraforgótermesztésben és a sertés-, juh-, szarvasmarhatenyésztés.
Magyarország egyik legjelentősebb mezőgazdasági térsége, amelyet termékeny talaja és kedvező éghajlati adottságai tesznek alkalmassá a növénytermesztésre és állattenyésztésre. A megye gazdaságában a mezőgazdaság szerepe kiemelkedő, a bruttó hozzáadott értékhez való hozzájárulása az országos átlag csaknem kétszerese.
A megye szántóföldi növénytermesztése elsősorban gabonafélékre koncentrálódik. A legfontosabb termények közé tartozik a búza, árpa, zab és kukorica. A 2016-os adatok szerint a búza termésmennyisége 470 088 tonna volt, ami az országos termésátlag 91,1%-át tette ki. A kukorica termésmennyisége 152 555 tonna volt, ami az országos termésátlag 72,4%-át érte el. Ezen kívül jelentős a napraforgó és a repce termesztése is, amelyek fontos olajnövények a régióban.
Állattenyésztése hagyományosan a szarvasmarha, sertés és baromfi tartására épül. Az állattenyésztés hozzájárul a helyi gazdaság diverzifikációjához és a vidéki munkahelyek fenntartásához. Az állatállomány nagysága és összetétele az évek során változott, alkalmazkodva a piaci kereslethez és a gazdasági környezethez.
A mezőgazdaságban jelentkező kihívások közé tartozik az éghajlatváltozás hatásainak kezelése, a termelés hatékonyságának növelése és a fenntartható gazdálkodási gyakorlatok alkalmazása. A megye célja a mezőgazdasági termelés versenyképességének javítása, az innováció és a technológiai fejlesztések támogatása, valamint a fiatal gazdák bevonása az ágazatba.

## Nyelvjárás
A területen hagyományosan a Tisza–Körös-vidéki nyelvjárás volt használatos.

## Gasztronómia
A megye gasztronómiája az Alföld ízvilágát tükrözi, miközben a Jászság és a Nagykunság sajátos étkezési hagyományait is megőrizte. A térség konyhája egyszerű alapanyagokból készült, mégis változatos és ízletes ételeket kínál, amelyek hűen tükrözik az itt élők életmódját és kultúráját.
A reggeli étkezés, vagyis a "früstök" hagyományosan főtt ételekből, főként levesekből állt. A Nagykunságban például gyakori volt a pergelt levesek fogyasztása lebbenccsel, míg a Jászságban a rántott levesek voltak népszerűek. A pergelt leves pirított lisztből és zsiradékból készült, amit vízzel felöntöttek, majd tésztával vagy kenyérrel fogyasztottak. A rántott leves hasonló módon készült, de gyakran paprikával és fokhagymával ízesítették.
Az ünnepi alkalmak elmaradhatatlan süteménye volt a jász túrós lepény. Ez az édesség kelt tésztából készült, amelyet gazdagon ízesített túrótöltelékkel töltöttek meg. A töltelék lehetett édes, mazsolával dúsítva, vagy sós, kaporral ízesítve. A lepény tetejét tejföllel kenték meg, majd sütőben aranybarnára sütötték. A szegényebb változatát "paraszttúrósnak" nevezték, ahol a túró egy részét áttört krumplival helyettesítették.

## Oktatás és köznevelés

### Általános Iskolák
A megye általános iskolái a helyi közösségek oktatási életének meghatározó pillérei, amelyek sokszínű képzési programokkal és a tanulók sokoldalú fejlesztésére összpontosítanak. Az intézmények széles spektrumot ölelnek fel, a nagyobb városi iskoláktól a kisebb falusi intézményekig.
A megye székhelyén, Szolnokon számos jelentős általános iskola működik. Például a Széchenyi Körúti Sportiskolai Általános Iskola és Alapfokú Művészeti Iskola, amely a sport és a művészetek terén nyújt kiemelkedő képzést.
A Szolnoki Szent-Györgyi Albert Általános Iskola szintén jelentős intézmény, amely a minőségi oktatásra és a tanulók tehetséggondozására helyezi a hangsúlyt.
A megye kisebb településein az általános iskolák gyakran családias légkörűek, ami különleges figyelmet tesz lehetővé a tanulók egyéni fejlődése érdekében. Ezek az intézmények szoros kapcsolatot ápolnak a helyi közösségekkel, és részt vesznek kulturális és társadalmi események szervezésében is.

### Középiskolák
A megye középiskolái széleskörű képzési lehetőségeket kínálnak a tanulóknak, beleértve a gimnáziumokat, szakgimnáziumokat és szakközépiskolákat. Ezek az intézmények különféle szakterületeken biztosítanak oktatást, hozzájárulva a diákok személyes és szakmai fejlődéséhez.
Szolnokon található a Szolnoki Szolgáltatási Szakközép- és Szakiskola, amely széleskörű szakmai képzésekkel készíti fel a tanulókat a munka világára.
Jászberényben működik a Jász-Nagykun-Szolnok Megyei Liska József Erősáramú Szakközépiskola, Gimnázium és Kollégium, amely különböző szakirányú képzéseket kínál a diákok számára.
A megye középiskolái nemcsak oktatást biztosítanak, hanem közösségi életet is teremtenek, ahol a diákok sportolási, művészeti és tudományos versenyeken vehetnek részt. Az intézmények folyamatos kapcsolatot tartanak a helyi közösségekkel, és aktívan részt vesznek a kulturális események szervezésében.
A megye oktatási intézményeinek irányítását a Szolnoki Tankerületi Központ koordinálja, amely az oktatás minőségének biztosítása érdekében támogatja az intézményeket.

### Felsőoktatás
A megye központjában működő Szolnoki Campus a Magyar Agrár- és Élettudományi Egyetem részeként gazdasági, kereskedelmi, turisztikai és agrárszakirányú képzésekre specializálódott. A campus célja, hogy versenyképes szaktudást biztosítson hallgatói számára, hangsúlyt fektetve a gyakorlatorientált oktatásra. Az intézmény szoros kapcsolatot ápol helyi vállalkozásokkal, amelyek lehetőséget biztosítanak a hallgatók szakmai gyakorlatának megszerzésére és elhelyezkedésük megkönnyítésére.
A megyében elérhető pedagógiai és egészségtudományi képzések hozzájárulnak a régió oktatási és egészségügyi utánpótlásához. Ezek a programok, amelyek korábban a Szolnoki Főiskola keretein belül működtek, ma a Neumann János Egyetem szervezésében folytatódnak. Az egészségtudományi képzések mellett a pedagógiai oktatás modern módszerekkel készíti fel a hallgatókat, hogy hatékonyan tudjanak megfelelni a 21. század kihívásainak.
Különleges helyet foglal el a megye felsőoktatási kínálatában a Szolnoki Repülőtéri Oktatási Központ, amely a pilóták és repüléstechnikai szakemberek képzésének központja. Ez az intézmény nemcsak országos, hanem nemzetközi szinten is elismert, és a magyar repülés szakképzésének egyik kiemelkedő bázisa. A helyi önkormányzatok és a térség gazdasági szereplői ösztöndíjprogramokkal támogatják a felsőoktatásban tanulókat, ezzel is segítve a hallgatók tanulmányainak sikeres befejezését.

## Sport

### Labdarúgás
A megye több labdarúgócsapattal büszkélkedhet, amelyek különböző osztályokban versenyeznek. A helyi bajnokságok és kupamérkőzések rendszeresen vonzzák a szurkolókat, és a csapatok folyamatosan dolgoznak az utánpótlás-nevelésen. A SZOLJON hírportál rendszeresen beszámol a megyei labdarúgás eseményeiről és eredményeiről.
- Cserkeszőlői SE
- Jánoshidai SE
- Jászapáti VSE
- Jászberényi FC
- Jászfényszaru VSE-MÁB Holding
- Kenderesi VSE
- Primoil-Kisújszállási SE

### Kosárlabda
A Jász-Nagykun-Szolnok Vármegyei Kosárlabda Szövetség irányítja a megye kosárlabdaéletét, szervezve a különböző korosztályos bajnokságokat és tornákat. A szövetség honlapján és Facebook-oldalán naprakész információk találhatók a mérkőzésekről, eredményekről és a kosárlabdával kapcsolatos hírekről.

### Sportlétesítmények
Szolnok városában található a Véső úti Sportközpont, amely magában foglalja a strandfürdőt, atlétikai pályát, labdarúgópályákat, sportcsarnokot, valamint birkózó-, ökölvívó- és súlyemelő edzőtermeket. A létesítmény nemcsak a versenysportolók, hanem a szabadidősportot kedvelők számára is kiváló lehetőségeket biztosít.

## Infrastruktúra és közlekedés

### Autópályák
Közlekedési infrastruktúrájában az M4-es és az M44-es autóutak játszanak jelentős szerepet. Az M4-es autóút összeköti a fővárost Szolnokkal, elősegítve a gyors és hatékony közlekedést. Az M44-es autóút Kecskemét irányából halad át a megyén, javítva a térség elérhetőségét. 2024. január 1-jétől Jász-Nagykun-Szolnok vármegyében is bevezették a megyei autópálya-matricát, amely az M4-es és M44-es autóutak meghatározott szakaszainak használatára jogosít.
| Út | Európai út | Érintett települések, nagyobb kereszteződések                                           | Hossz  | Hossz     | Hossz | Hossz     | Térkép |
| Út | Európai út | Érintett települések, nagyobb kereszteződések                                           | Teljes | Elkészült | Épül  | Tervezett | Térkép |
| -- | ---------- | --------------------------------------------------------------------------------------- | ------ | --------- | ----- | --------- | ------ |
|    |            | Budapest – Vecsés (M0) – Abony (M8 / M32) – Berettyóújfalu (M35) – Nagykereki / Románia | 222 km | 125 km    | 34 km | 63 km     |        |
|    |            | Abony (M4 / M8) – Kál (M3 / M25)                                                        | 63 km  | 0 km      | 0 km  | 63 km     |        |
|    |            | Kecskemét (M8) – Szarvas – Békéscsaba                                                   | 168 km | 93 km     | 32 km | 43 km     |        |

### Főútak
Közlekedési hálózatában több fontos főútvonal is található, amelyek biztosítják a térség összeköttetését az ország különböző részeivel. A 4-es főút kiemelkedő jelentőségű, mivel kelet-nyugati irányban haladva összeköti a megyét Budapesttel és az ország keleti területeivel. Ez az útvonal fontos szerepet játszik a személy- és teherforgalomban egyaránt.
A 32-es főút Jászberénytől indulva kapcsolja össze a Jászságot a fővárossal, elősegítve a régió gazdasági és társadalmi kapcsolatait. A 34-es főút Tiszafüred és Kenderes között teremt kapcsolatot, míg a 44-es főút Kecskemét és Békéscsaba között haladva érinti a megye déli részét, fontos összeköttetést biztosítva a Dél-Alföld irányába.
| Út | Érintett települések                                                                | Hossz  | Térkép |
| -- | ----------------------------------------------------------------------------------- | ------ | ------ |
|    | Szolnok – Szajol – Törökszentmiklós – Fegyvernek – Kenderes – Kisújszállás – Karcag | 352 km |        |
|    | Jászberény – Jászjákóhalma – Jászapáti                                              | 126 km | –      |
|    | Jászfényszaru – Jászberény – Jásztelek – Alattyán – Jánoshida – Újszász – Szolnok   | 80 km  | –      |
|    | Tiszafüred – Kócsújfalu                                                             | 132 km |        |
|    | Tiszafüred – Tiszaigar – Tiszaörs – Kunmadaras – Kunhegyes – Fegyvernek             | 55 km  | –      |
|    | Szolnok                                                                             | 43 km  | –      |
|    | Tiszakürt – Cserkeszőlő – Kunszentmárton – Öcsöd                                    | 144 km |        |
|    | Kunszentmárton                                                                      | 53 km  | –      |
|    | Törökszentmiklós – Mezőtúr                                                          | 66 km  | –      |
|    | Szolnok – Rákoczifalva – Rákocziújfalu – Martfű – Tiszaföldvár                      | 43 km  | –      |

### Vasúti közlekedés
A megye vasúthálózata kiterjedt és jól integrált a nemzeti hálózatba. A Budapest–Újszász–Szolnok vasútvonal (MÁV 120a) kétvágányú, villamosított pályája fontos összeköttetést biztosít a főváros és Szolnok között, és része a nemzetközi törzshálózatnak.
A MÁV éves menetrendváltása rendszeresen érinti a megye vonalait is. Például a 2024. december 15-i menetrendváltáskor néhány járat indulási ideje módosult, és bizonyos vonatok menetideje kissé meghosszabbodott. Ezek a változások jellemzően minimálisak, általában csak néhány perces eltérést jelentenek az eddig megszokotthoz képest.
A vasúti közlekedés folyamatos fejlesztése és karbantartása érdekében időszakosan pályafelújítási munkálatok zajlanak, amelyek ideiglenes menetrendváltozásokat és pótlóbuszok bevezetését eredményezhetik. Ezekről a változásokról érdemes előre tájékozódni az utazás megkezdése előtt.

### Vízi közlekedés
A megye vízi közlekedésének központi eleme a Tisza és a Tisza-tó, amelyek nemcsak közlekedési útvonalak, hanem turisztikai célpontok is. A Tisza-tó területén a vízi közlekedés szabályozott; bizonyos részeken, különösen a Hortobágyi Nemzeti Parkhoz tartozó területeken, csak evezős vagy elektromos motorral hajtott csónakok közlekedhetnek, hogy megóvják a különleges állat- és növényvilágot.
A Közép-Tisza-vidéki Vízügyi Igazgatóság (KÖTIVIZIG) folyamatosan dolgozik a vízi közlekedés feltételeinek javításán. Például a Tisza-tó VIII. számú öblítő csatornájának kotrása révén jelentősen javultak a hajózási feltételek, ami hozzájárul a biztonságosabb és hatékonyabb közlekedéshez a térségben.
A vízi közlekedés biztonságáért a Tiszai Vízirendészeti Rendőrkapitányság felel, amelynek székhelye Szolnokon található. Feladatuk a vízi közlekedés szabályainak betartatása és a vízi balesetek megelőzése.

## Híres szülöttei
- Déryné Széppataki Róza (Jászberény, 1793. december 24. – Miskolc, 1872. szeptember 29.) az első magyar opera-énekesnő, a vándorszínészet korának legnépszerűbb színésznője
- Zirzen Janka (Jászberény, 1824. május 23. – Budapest, 1904. december 28.) magyar pedagógus, a magyar nőnevelés egyik kiemelkedő alakja
- Balogh Kálmán (Szolnok, 1835. szeptember 28. – Budapest, 1888. július 15.) magyar orvos, egyetemi tanár
- Horthy Miklós (Kenderes, 1868. június 18. – Estoril, Portugália, 1957. február 9.) magyar politikus, a 20. századi magyar történelem meghatározó alakja
- Pólya Tibor (Szolnok, 1886. április 25. – Szolnok, 1937. november 29.) magyar festő, karikaturista, grafikus, a szolnoki művésztelep egyik vezetője
- Pólya Iván (Szolnok, 1889. november 10. – Budapest, 1939. június 16.) magyar festő, szobrász, karikaturista
- Boldog Sándor István (Szolnok, 1914. október 26. – Budapest, 1953. június 8.) szalézi szerzetes testvér, vértanú
- Szathmáry György (Szolnok, 1928. július 10. – Újszász, 1990. június 25.) költő, műfordító
- Örkényi Éva (Törökszentmiklós, 1932. augusztus 27. –) magyar színésznő, a József Attila Színház örökös tagja
- Jancsó Ladányi Piroska (Törökszentmiklós, 1934. január 15. – Szolnok, 1954. december 12.) építőipari segédmunkás, sorozatgyilkos
- Csukás István (Kisújszállás, 1936. április 2. – Budapest, 2020. február 24.) a Nemzet Művésze címmel kitüntetett Kossuth- és kétszeres József Attila-díjas magyar költő, író, ifjúsági szerző
- Csányi Sándor (Jászárokszállás, 1953. március 20. –) a Magyar Szent István-renddel kitüntetett magyar közgazdász, bankár, üzletember
- Karikó Katalin (Szolnok, 1955. január 17. –) fiziológiai és orvostudományi Nobel-díjas, a Magyar Szent István-renddel kitüntetett, Széchenyi-díjas magyar-amerikai kutatóbiológus
- Csankó Zoltán (Szolnok, 1962. május 29. –) Jászai Mari-díjas magyar színész, szinkronszínész
- Lévai Anikó (Szolnok, 1963. augusztus 15. –) magyar jogász, vállalkozó, Orbán Viktor miniszterelnök felesége
- Varga Mihály (Karcag, 1965. január 26. –) magyar közgazdász, politikus. 1990-től (rövid megszakítással) a Fidesz országgyűlési képviselője
- Börcsök Enikő (Mezőtúr, 1968. január 28. – Budapest, 2021. január 28.) Jászai Mari-díjas magyar színésznő, érdemes és kiváló művész, a Halhatatlanok Társulatának örökös tagja, egyetemi tanár
- Bozsik Yvette (Szolnok, 1968. augusztus 11. –) Kossuth-díjas magyar balettművész, koreográfus, rendező
- Barát Attila (Szolnok, 1970. február 6. –) magyar színész
- Mága Zoltán (Szolnok, 1974. február 19. –) Liszt Ferenc-díjas magyar zenész, hegedűművész érdemes művész
- Nagy Márton (Szolnok, 1976. május 9. – ), magyar közgazdász, 2015-től 2020 májusáig Magyar Nemzeti Bank alelnöke, 2015–2017 között a Budapesti Értéktőzsde elnöke
- Molnár Ferenc „Caramel” (Szolnok, 1982. február 1.) cigány származású, Máté Péter-díjas magyar énekes

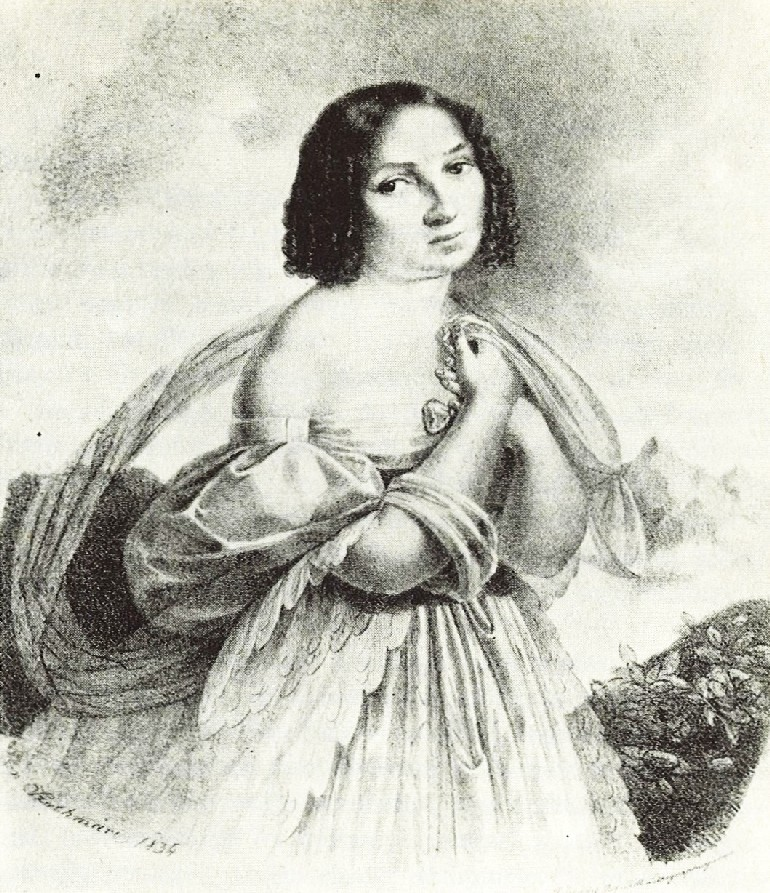
Déryné Széppataki Róza
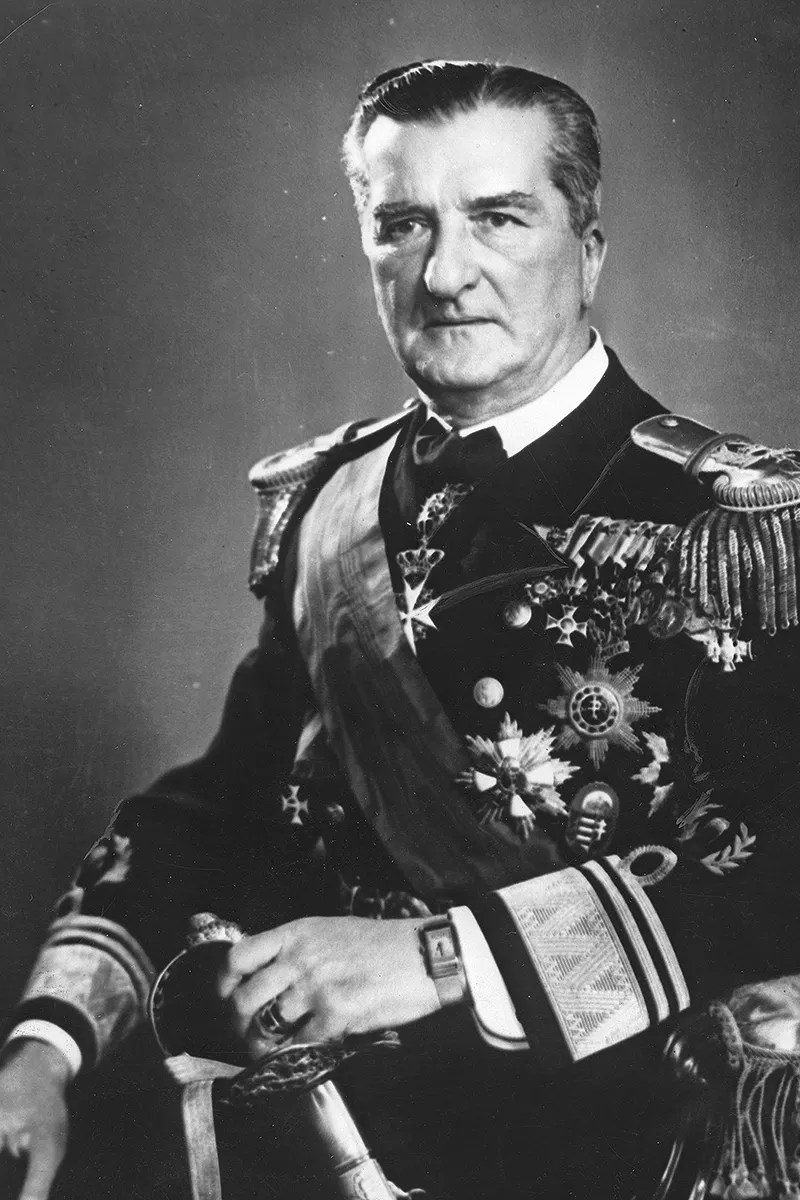
Horthy Miklós
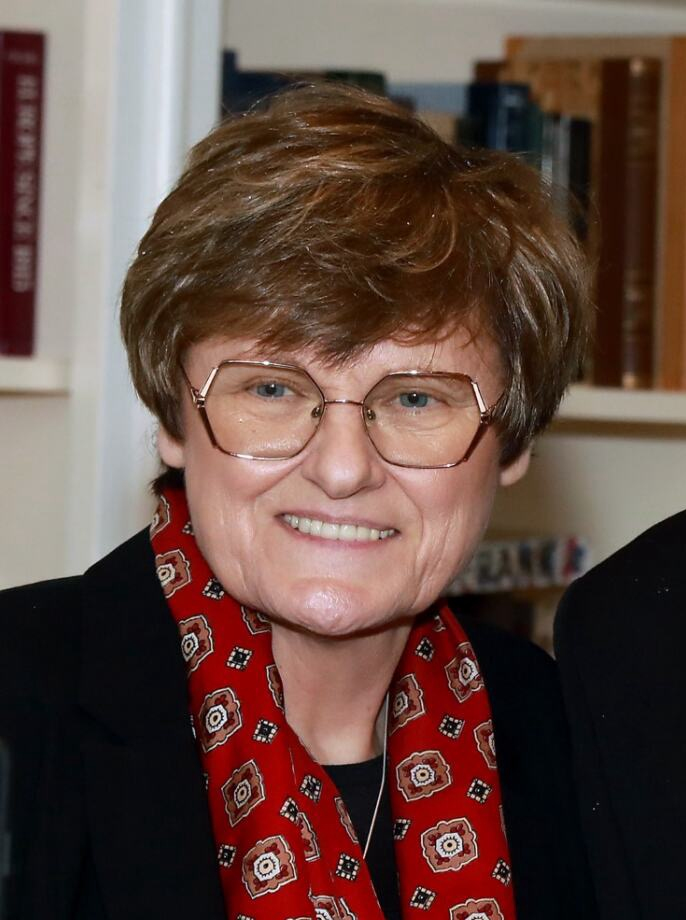
Karikó Katalin
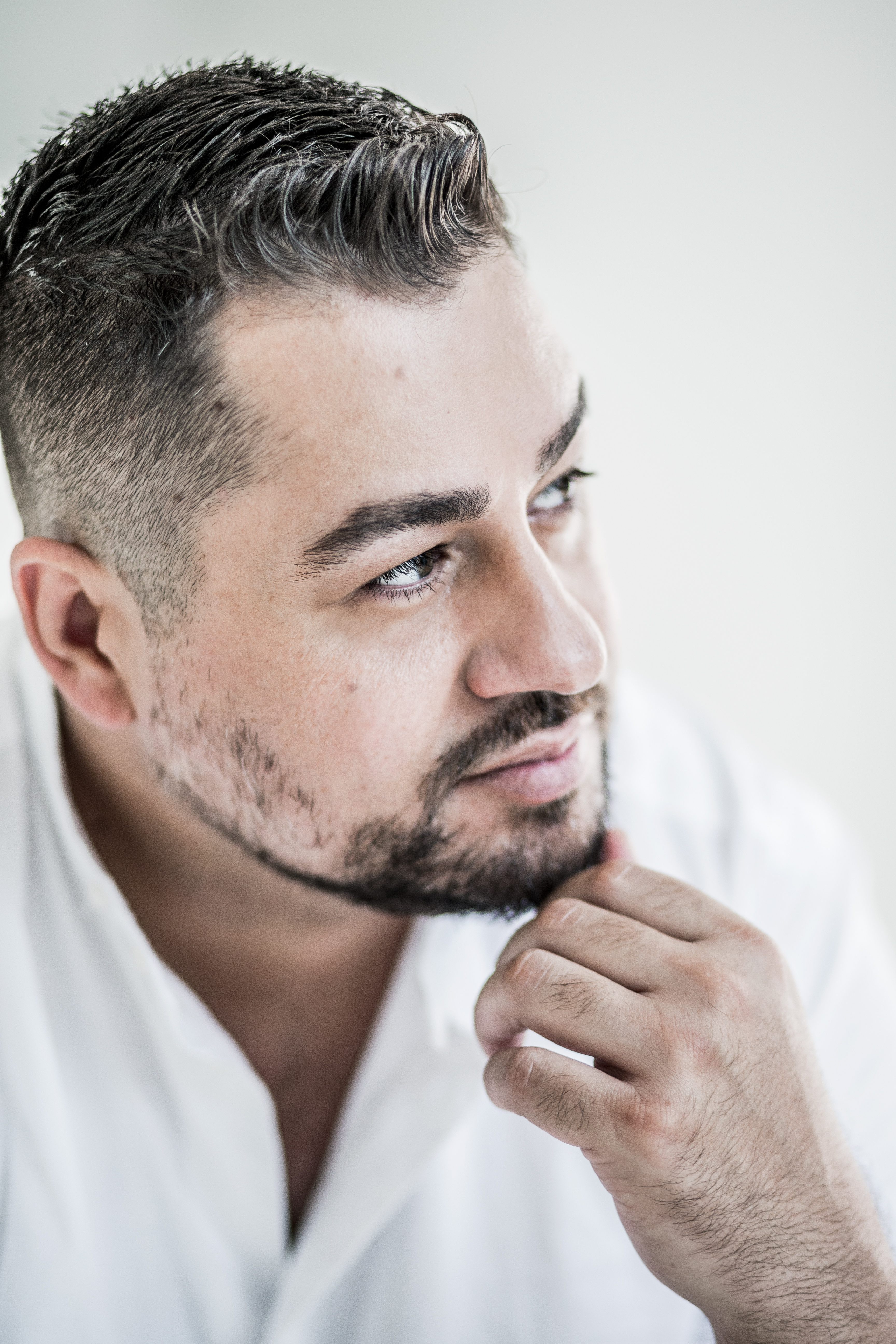
Caramel
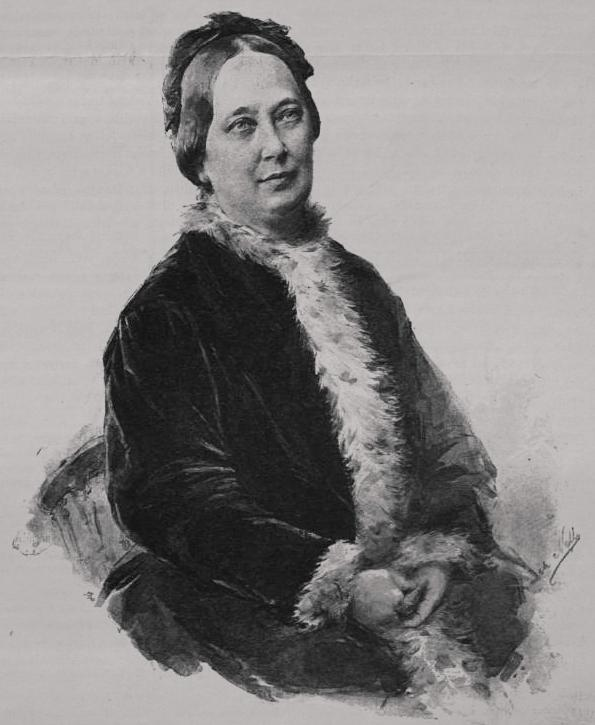
Zirzen Janka

## Kultúra
Lásd:
- Jász-Nagykun-Szolnok vármegyei múzeumok listája
- Jász-Nagykun-Szolnok vármegyei kulturális programok listája

## Turizmus
A megye kiemelkedő turisztikai vonzerejét jelentik a termálvizeket hasznosító gyógyfürdők (Szolnok, Martfű, Tiszafüred, Abádszalók, Berekfürdő, Cserkeszőlő, Jászberény, Jászapáti, Mezőtúr, Túrkeve). A vármegye szálláshelyeinek többsége a gyógyfürdők szomszédságában lévő kempingekben található. A turisták ellátását ezenkívül a falusi vendéglátás is segíti.
Lásd még:
- Jász-Nagykun-Szolnok vármegye turisztikai látnivalóinak listája
- Észak-Alföld turisztikai régió, Tisza-tó turisztikai régió

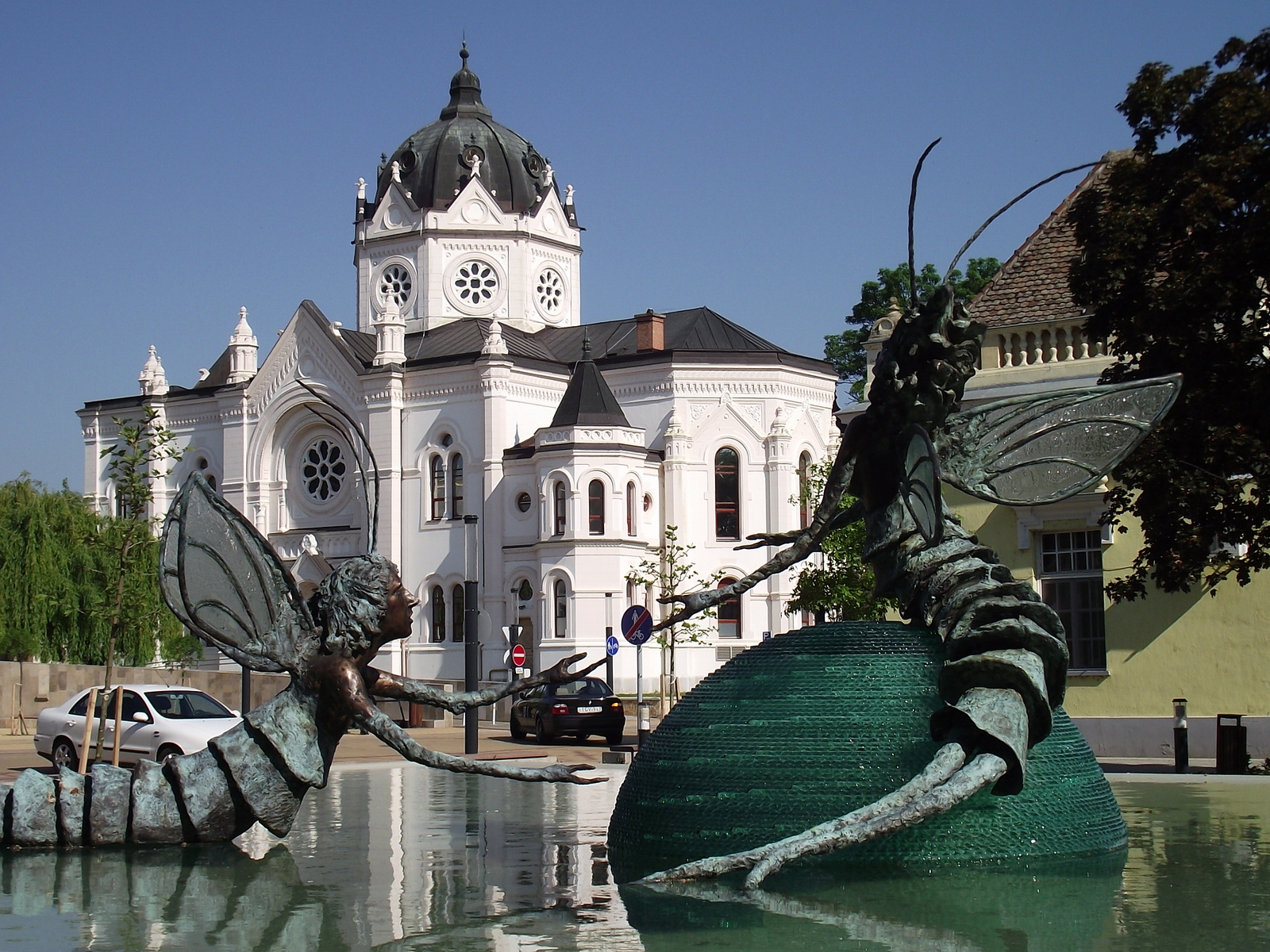
Szolnok, a vármegyeszékhely
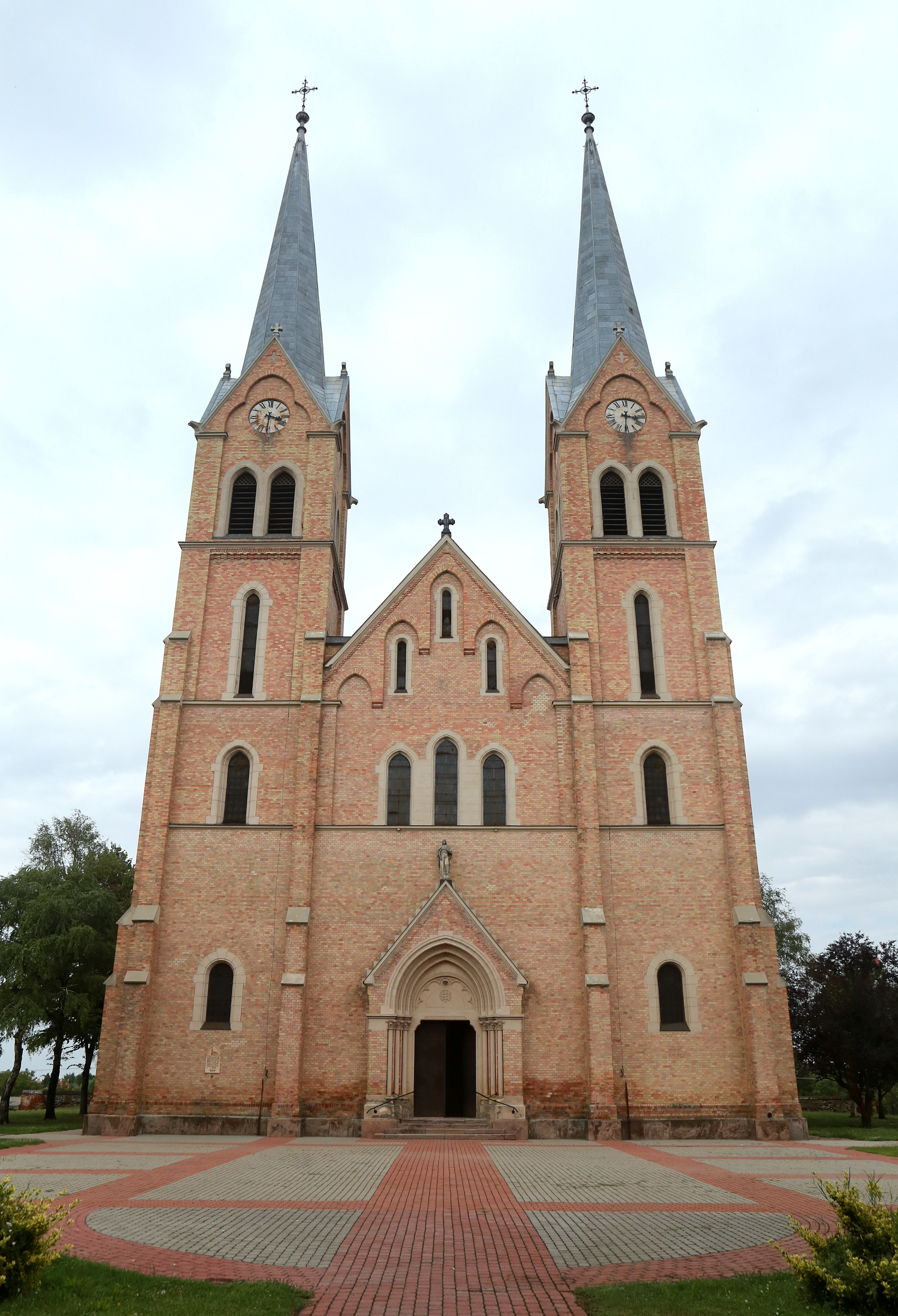
Szentháromság-templom Törökszentmiklóson
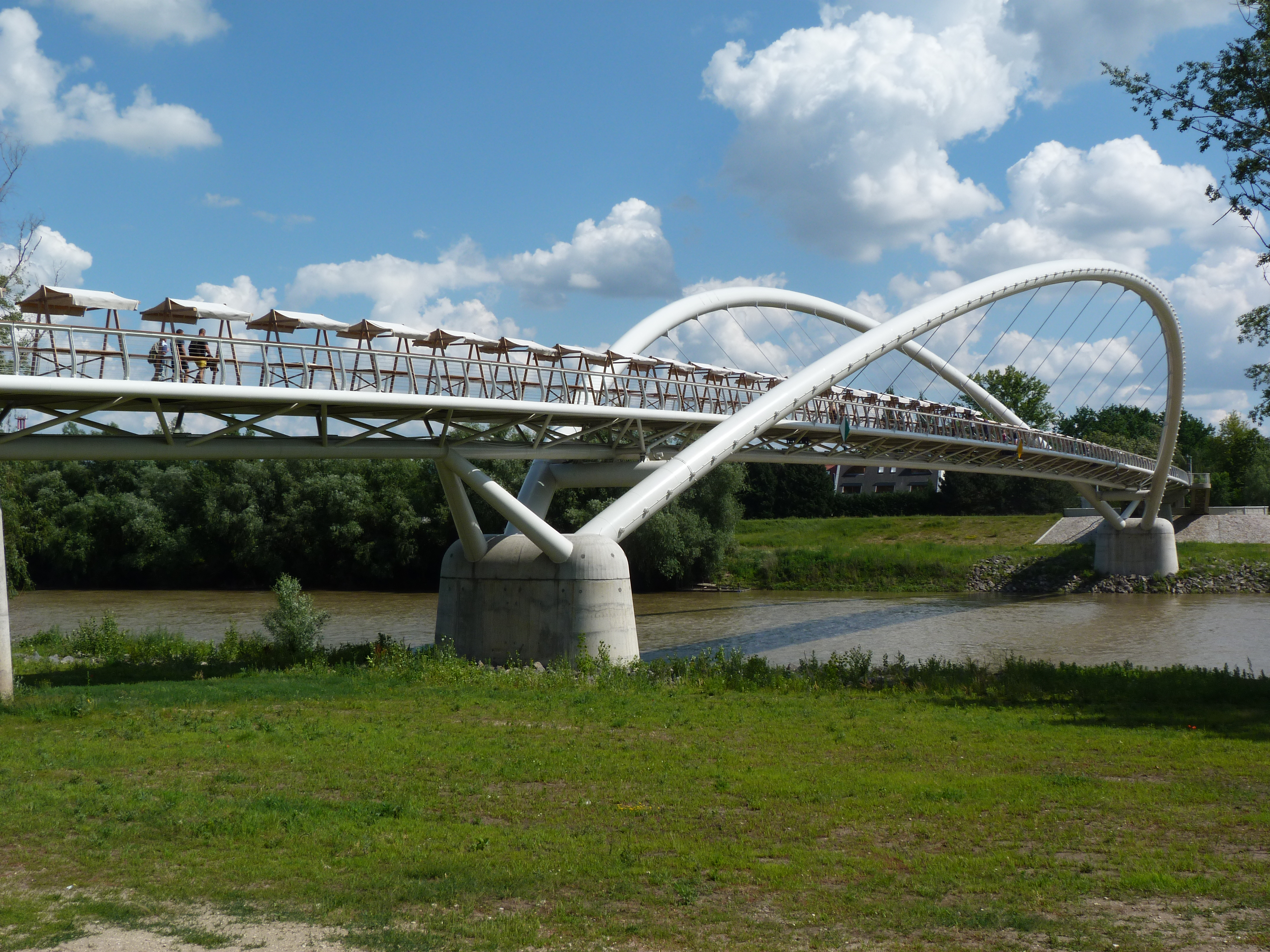
A szolnoki Tiszavirág híd
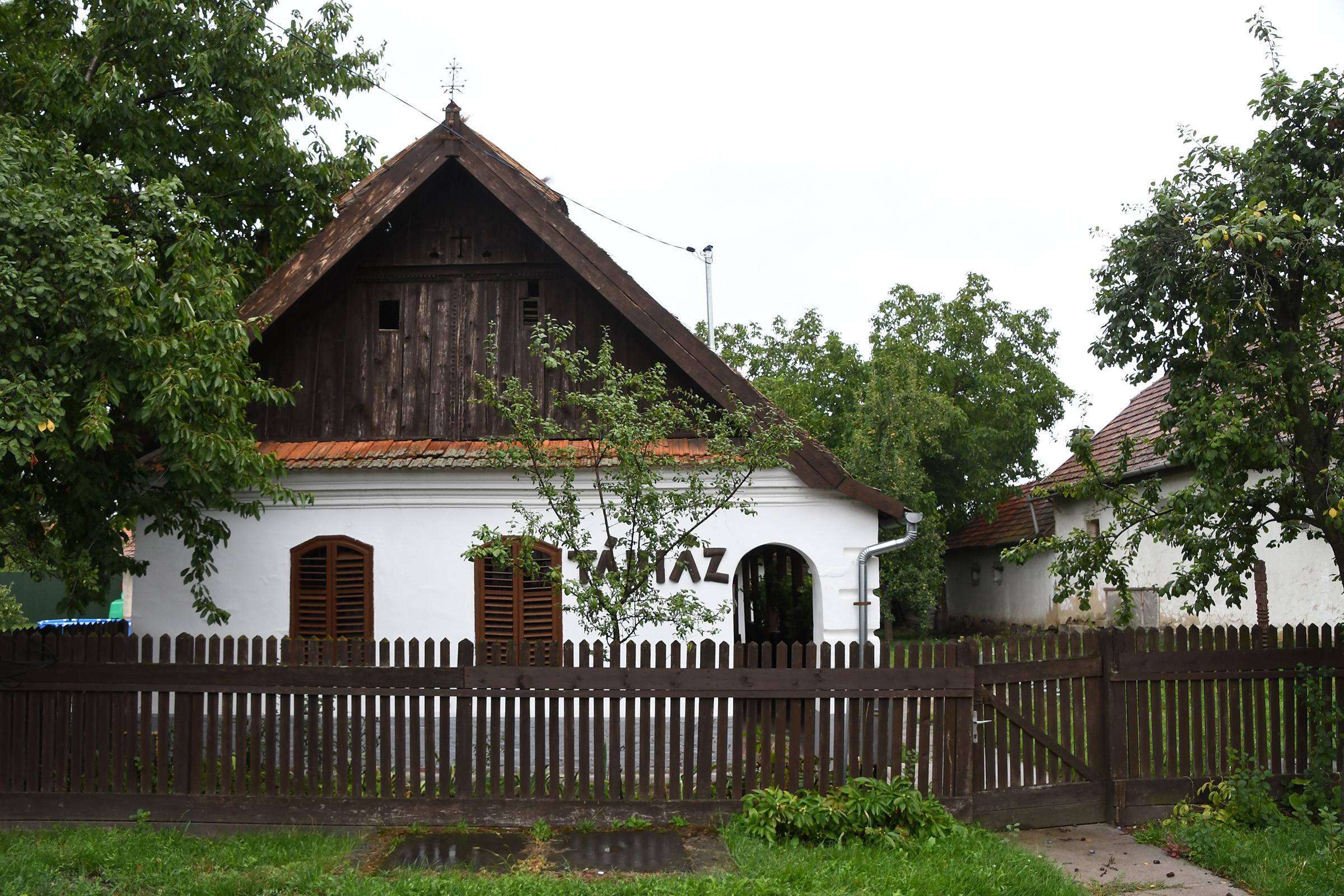
Tájház Jászdózsán
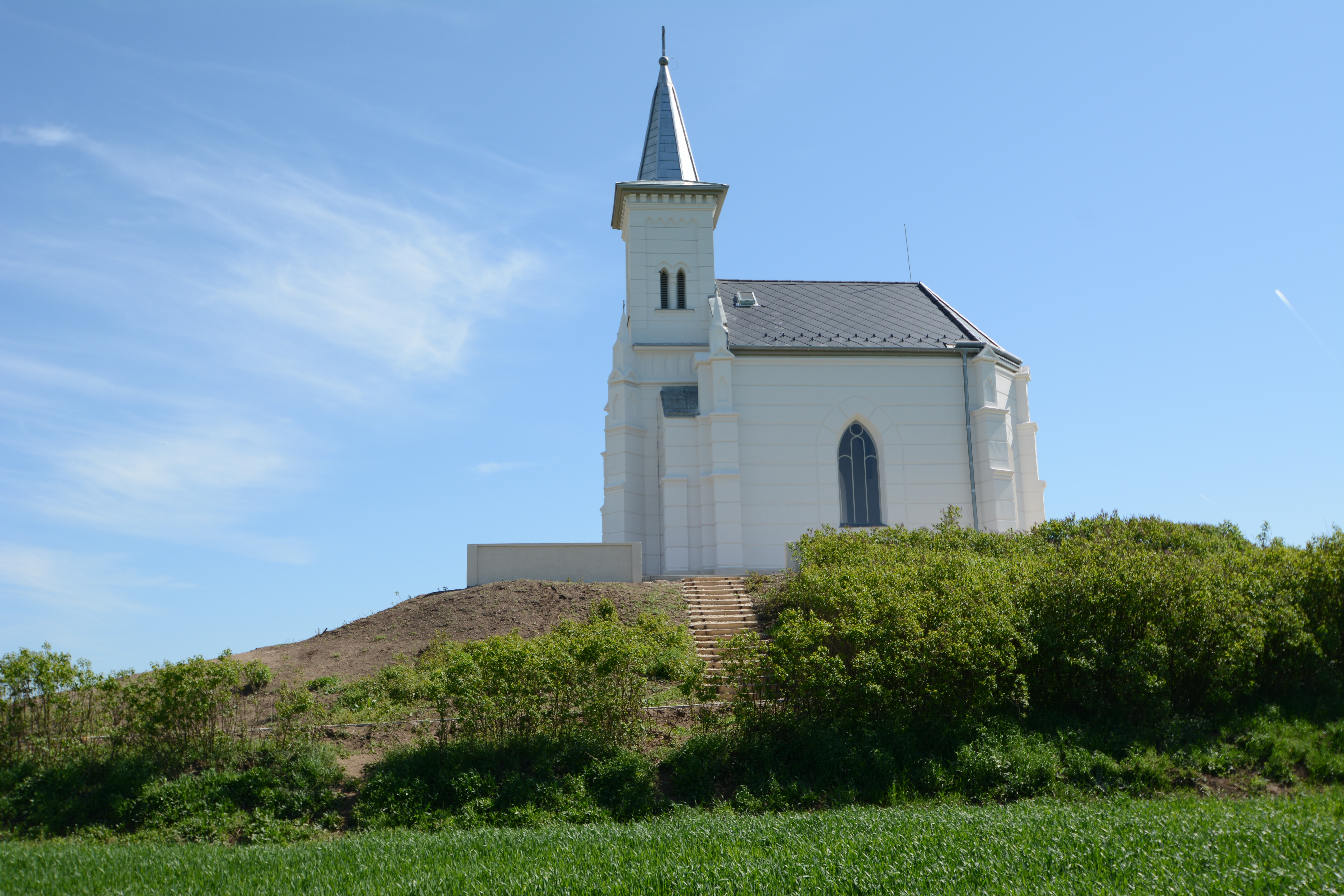
Szent Móric-kápolna Kunhegyesen
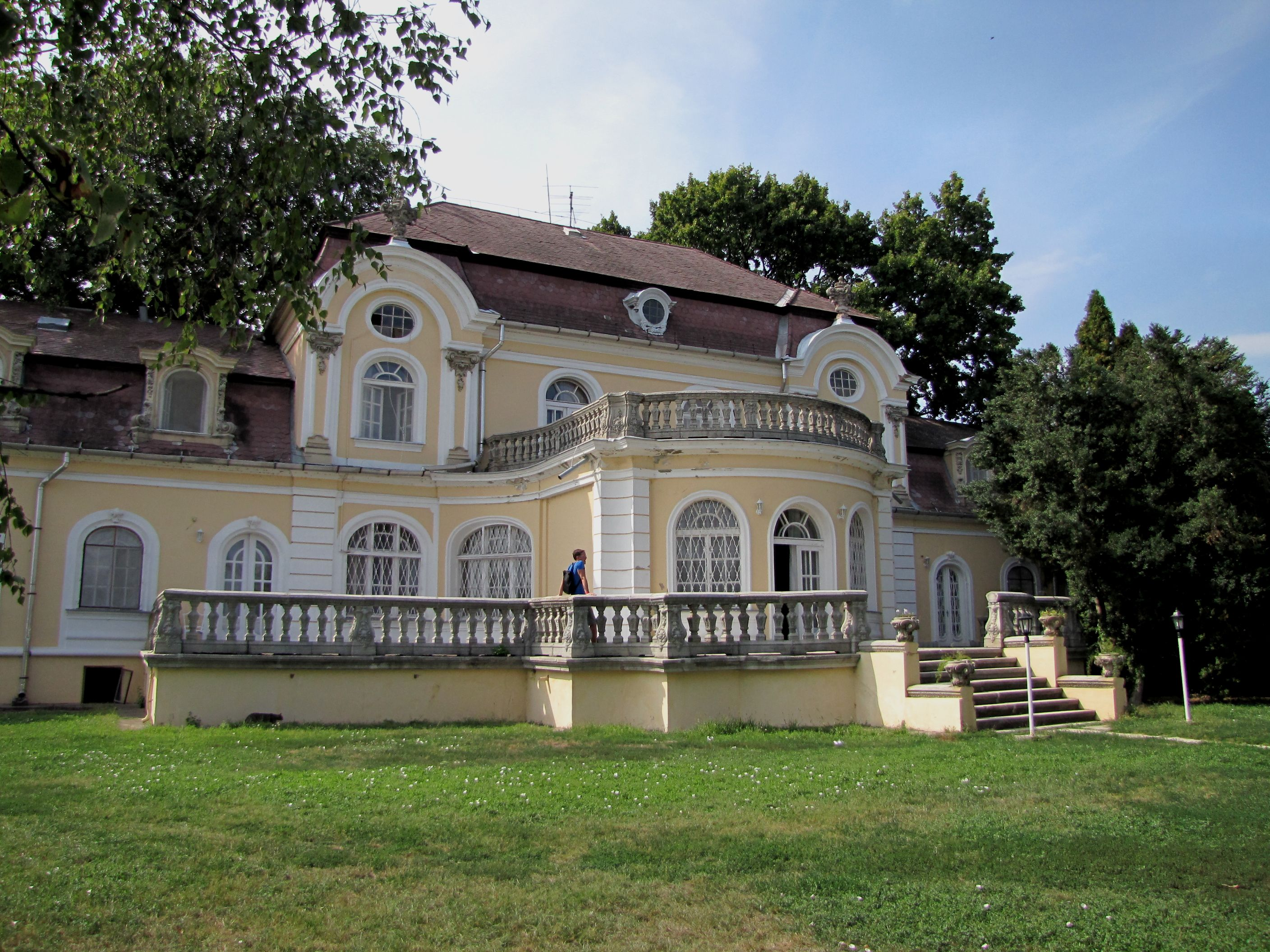
Halasy–Horthy-kastély Kenderesen
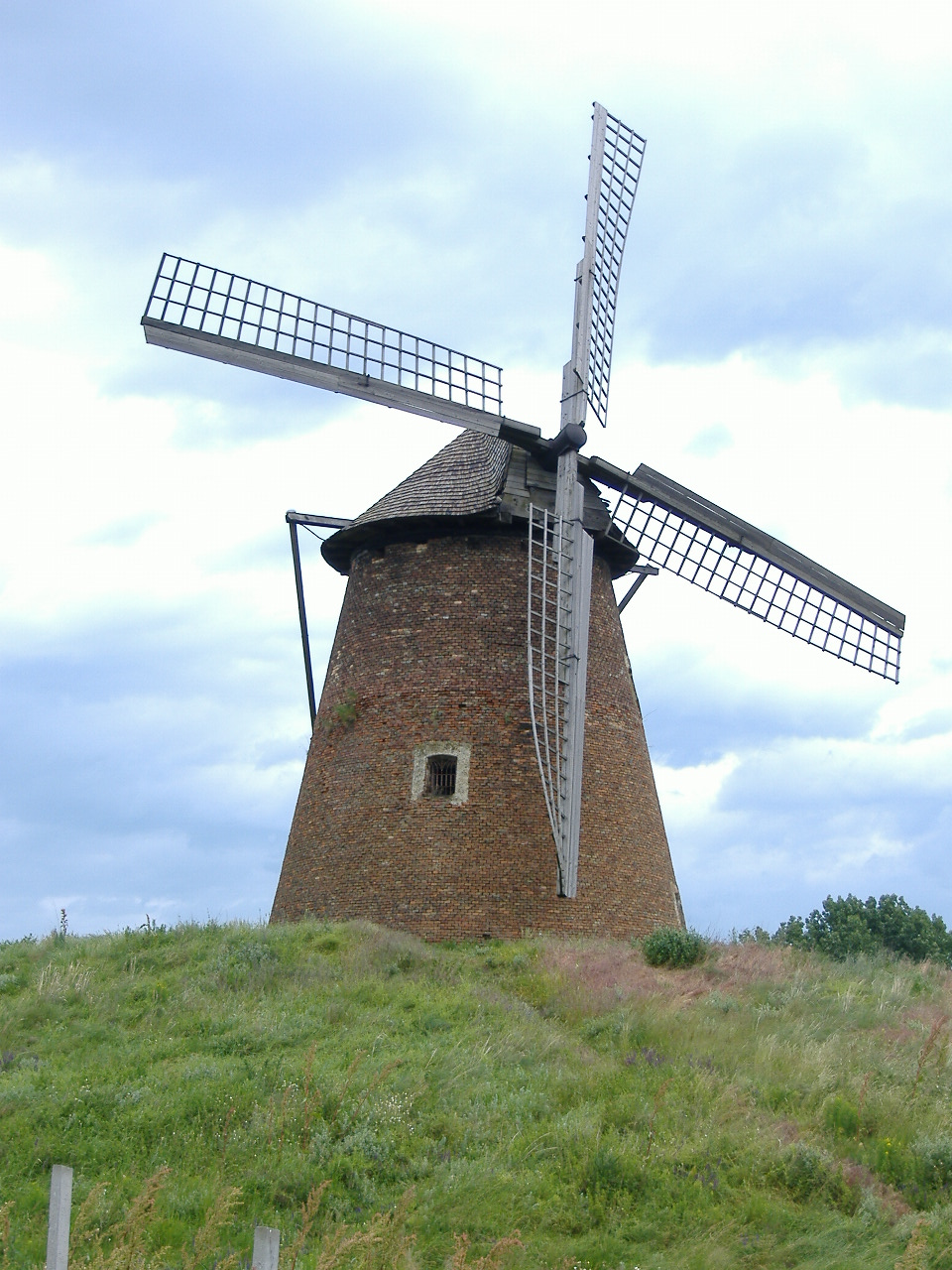
Szélmalomdomb Kengyelen
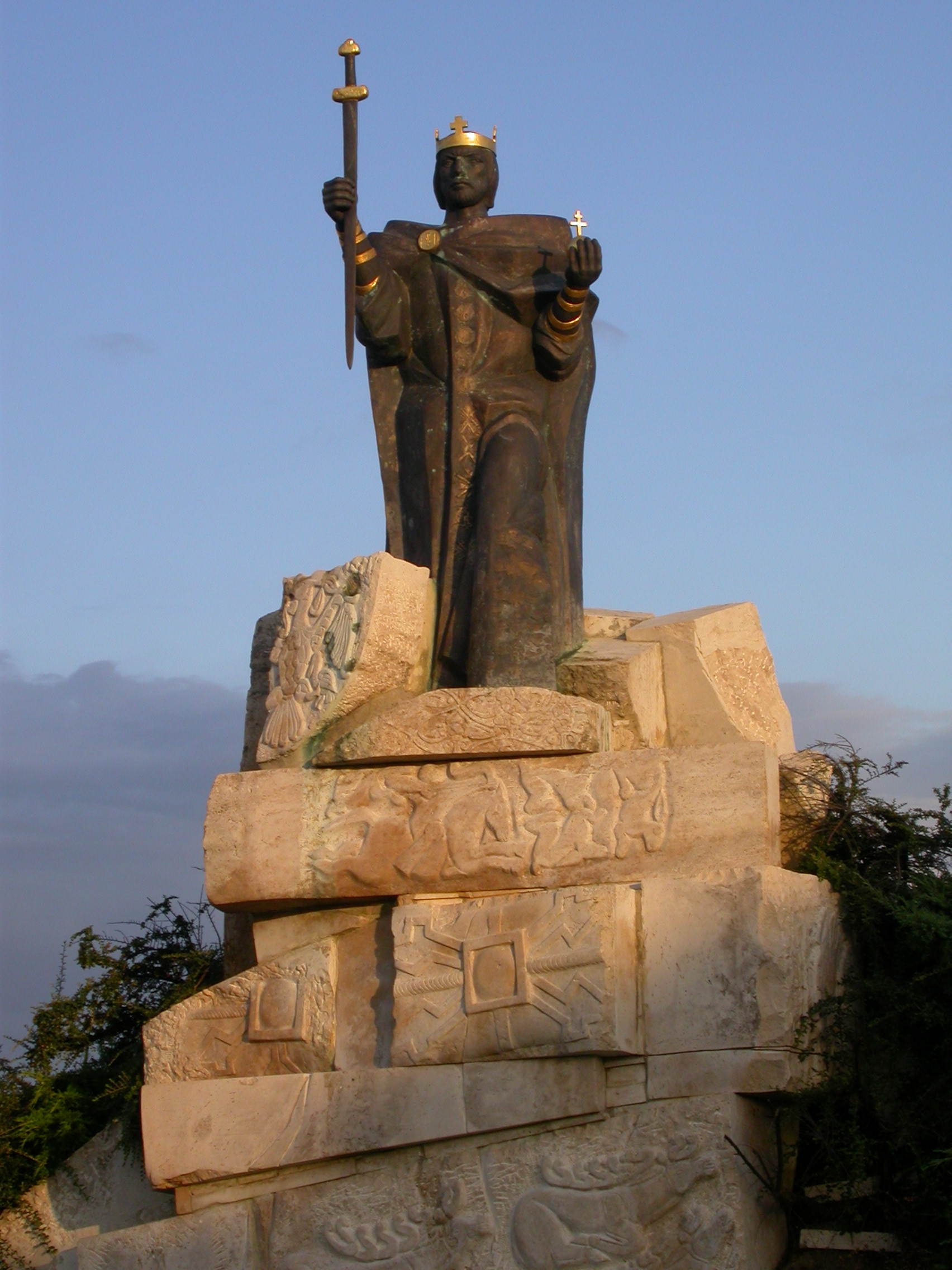
Szent István szobra Martfűn

## Települései

### Városok
Népesség szerinti sorrendben, a KSH adatai alapján:
| Sorsz. | Település        | Lakónépesség                  | Kistérség                   |
| ------ | ---------------- | ----------------------------- | --------------------------- |
| 1.     | Szolnok          | 66 426 fő (2024. jan. 1.) +/- | Szolnoki kistérség          |
| 2.     | Jászberény       | 25 844 fő (2024. jan. 1.) +/- | Jászberényi kistérség       |
| 3.     | Törökszentmiklós | 19 196 fő (2024. jan. 1.) +/- | Törökszentmiklósi kistérség |
| 4.     | Karcag           | 18 270 fő (2024. jan. 1.) +/- | Karcagi kistérség           |
| 5.     | Mezőtúr          | 15 469 fő (2024. jan. 1.) +/- | Mezőtúri kistérség          |
| 6.     | Tiszafüred       | 10 642 fő (2024. jan. 1.) +/- | Tiszafüredi kistérség       |
| 7.     | Tiszaföldvár     | 9901 fő (2024. jan. 1.) +/-   | Kunszentmártoni kistérség   |
| 8.     | Kisújszállás     | 9869 fő (2024. jan. 1.) +/-   | Karcagi kistérség           |
| 9.     | Jászapáti        | 8210 fő (2024. jan. 1.) +/-   | Jászberényi kistérség       |
| 10.    | Túrkeve          | 7789 fő (2024. jan. 1.) +/-   | Mezőtúri kistérség          |
| 11.    | Jászárokszállás  | 7491 fő (2024. jan. 1.) +/-   | Jászberényi kistérség       |
| 12.    | Kunszentmárton   | 7159 fő (2024. jan. 1.) +/-   | Kunszentmártoni kistérség   |
| 13.    | Kunhegyes        | 6829 fő (2024. jan. 1.) +/-   | Tiszafüredi kistérség       |
| 14.    | Fegyvernek       | 6146 fő (2024. jan. 1.) +/-   | Törökszentmiklósi kistérség |
| 15.    | Újszász          | 5887 fő (2024. jan. 1.) +/-   | Szolnoki kistérség          |
| 16.    | Jászfényszaru    | 5807 fő (2024. jan. 1.) +/-   | Jászberényi kistérség       |
| 17.    | Martfű           | 5599 fő (2024. jan. 1.) +/-   | Szolnoki kistérség          |
| 18.    | Rákóczifalva     | 5020 fő (2024. jan. 1.) +/-   | Szolnoki kistérség          |
| 19.    | Jászkisér        | 4784 fő (2024. jan. 1.) +/-   | Jászberényi kistérség       |
| 20.    | Kenderes         | 4027 fő (2024. jan. 1.) +/-   | Karcagi kistérség           |
| 21.    | Abádszalók       | 3799 fő (2024. jan. 1.) +/-   | Tiszafüredi kistérség       |
| 22.    | Besenyszög       | 3107 fő (2024. jan. 1.) +/-   | Szolnoki kistérség          |

A lakosság nagy része városokban él. A megyének 22 városa van. Érdekesség, hogy a városok közül öthöz is nagyobb kiterjedésű közigazgatási terület tartozik, mint amekkorán a megyeszékhely, Szolnok elterül.

### Községek, nagyközségek
| - Alattyán - Berekfürdő - Cibakháza - Csataszög - Cserkeszőlő - Csépa - Hunyadfalva - Jánoshida - Jászágó - Jászalsószentgyörgy - Jászboldogháza - Jászdózsa | - Jászfelsőszentgyörgy - Jászivány - Jászjákóhalma - Jászladány - Jászszentandrás - Jásztelek - Kengyel - Kétpó - Kőtelek - Kuncsorba - Kunmadaras - Mesterszállás | - Mezőhék - Nagyiván - Nagykörű - Nagyrév - Öcsöd - Örményes - Pusztamonostor - Rákócziújfalu - Szajol - Szászberek - Szelevény - Tiszabő | - Tiszabura - Tiszaderzs - Tiszagyenda - Tiszaigar - Tiszainoka - Tiszajenő - Tiszakürt - Tiszaörs - Tiszapüspöki - Tiszaroff - Tiszasas - Tiszasüly | - Tiszaszentimre - Tiszaszőlős - Tiszatenyő - Tiszavárkony - Tomajmonostora - Tószeg - Vezseny - Zagyvarékas |

## Nemzetközi kapcsolatok, testvérmegyék
- Alt Empordà, Spanyolország, Katalónia
- Asti megye, Olaszország Piemont régió
- Bielsko járás, Lengyelország
- Brzesko járás, Lengyelország
- Brandenburg tartomány, Németország
- Dordogne megye, Franciaország
- Durham megye, Anglia
- Häme megye, Finnország
- Hargita megye, Románia, Székelyföld
- Lääne-Virumaa, Észtország
- Máramaros megye, Románia
- Mielec járás, Lengyelország
- Pas-de-Calais megye, Franciaország
- Somme megye, Franciaország
- Suski járás, Lengyelország
- Tarnówi járás, Lengyelország
- Teltow-Fläming járás, Németország
- Żywiec járás, Lengyelország